# Jochen Martens

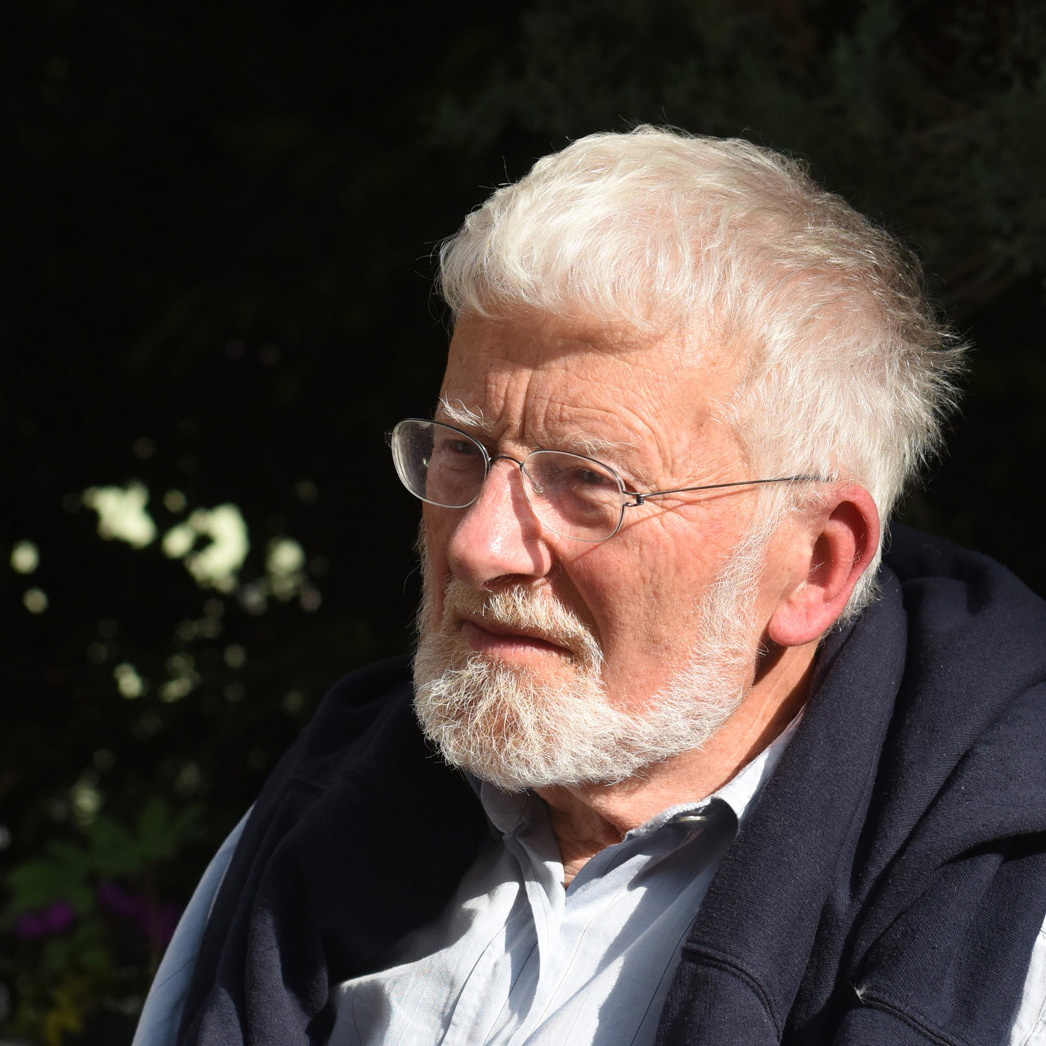
Jochen Martens

Jochen Martens (* 10. Juni 1941 in Jena) ist ein deutscher Zoologe, dessen Tätigkeitsbereiche insbesondere in der Ornithologie und der Arachnologie liegen. Er lehrte von 1976 bis 2012 an der Johannes Gutenberg-Universität Mainz und gilt als Pionier im Einsatz der Bioakustik zur Erforschung der Evolution von Singvögeln sowie als einer der anerkanntesten Forscher im Bereich der Opiliones (Weberknechte).

## Leben
Jochen Martens wuchs in Jena, Weimar, Berlin, Bonn Bad-Godesberg sowie Stuttgart auf. 1962 bis 1967 studierte er Biologie und Chemie an der Johannes Gutenberg-Universität Mainz, 1968 folgte die Promotion bei Rudolf Braun zu einem arachnologischen Thema. 1969/70 verbrachte Martens im Rahmen eines Post-Doc-Stipendium des DAAD 15 Monate in Nepal. Bereits seit 1971 war er Assistent am Institut für Zoologie der Johannes Gutenberg-Universität Mainz, wo er 1975 über ein ornithologisches Thema habilitierte. 1976 übernahm er zunächst eine Assistenzprofessur am selben Institut, 1978 folgte die Professur. Martens leitete an seinem Institut die Arbeitsgruppe „Systematische Zoologie“. Auch über seine Pensionierung 2006 hinaus blieb er dem Institut bis 2011 als Seniorprofessor erhalten. Jochen Martens lebt in Mainz, ist verheiratet und Vater von drei Kindern.

## Forschung
Die beiden wichtigsten Forschungsbereiche von Jochen Martens liegen in der Ornithologie und der Arachnologie. Zu seinen Forschungsprojekten zählen die Bildung von lokalen Dialekten im Gesang der Singvögel als Evolutionsfaktor, die Untersuchung der Artenvielfalt und Artbildung im Himalaya und anderen Hochgebirgen Asiens und Europas sowie die Systematik und Phylogenie von Spinnentieren. Bis dato beschrieb Martens 298 neue Arten, zahlreiche neue Gattungen sowie drei neue Weberknechtfamilien (Nipponopsalididae, 1976, Fissiphalliidae, 1988 und Suthepiidae, 2020).

### Ornithologie
In der Ornithologie forschte Martens insbesondere mit bioakustischen, später mit genetischen Methoden zu Evolution und Taxonomie der Singvögel. Die bioakustischen Arbeiten von Jochen Martens erweiterten die klassische Beschreibung der geographischen Variation der Vögel nach morphologischen Merkmalen um die bioakustische Komponente. Für funktionell verschiedene und geografisch unterschiedlich weit verbreitete Gesangsformen definierte Jochen Martens den Tembrock'schen „Regiolekt“ schärfer, führte den Begriff „Mikrolekt“ (2000) ein und engte damit den zu vielfältig verwendeten Begriff „Dialekt"“ entsprechend ein.
Im Bereich der Aves beschrieb er drei neue Spezies und vier neue Subspezies.

### Arachnologie
In der Arachnologie beschäftigte sich Jochen Martens insbesondere mit Systematik und Phylogenie von Spinnentieren. Forschungsschwerpunkt sind Opiliones (Weberknechte), insbesondere die Familien im eurasiatischen Raum. Im Bereich der Arachnida (Spinnentiere) beschrieb Jochen Martens 321 Taxa, darunter 262 Opiliones-Taxa (231 Spezies, 29 Gattungen, 3 Familien), 40 Araneae-Spezies (Webspinnen) sowie 19 Acari-Spezies (Milben).
Aufmerksamkeit über die wissenschaftliche Community hinaus erregte Martens 2020, als er die neue Gattung und Art der Weberknechte, Thunbergia gretae nach der schwedischen Klimaschutzaktivistin Greta Thunberg benannte.

### Reisen

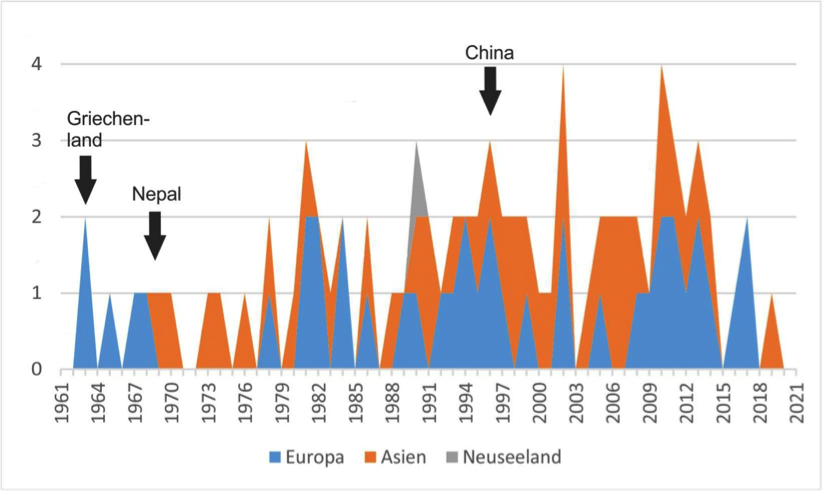
Reisen von Jochen Martens nach Kontinenten/Ländern. Pfeile verweisen auf die ersten Reisen in die jeweiligen Länder.

Jochen Martens ausgeprägte Reisetätigkeit zu Forschungszwecken führte ihn in 27 Länder. Er unternahm 40 Forschungsreisen innerhalb Europas sowie 40 weitere nach Asien und Neuseeland. Insgesamt verbrachte er damit 2631 Tage und 9 % seiner bisherigen Lebenszeit auf Expeditionen. Manfred Grasshoff, ehemaliger de-facto-Kurator der arachnologischen Sammlung im Senckenberg-Museum in Frankfurt am Main, bezeichnete Jochen Martens als den „letzten großen Forschungsreisenden unserer Zeit“.
Schwerpunkt seiner Reisen und damit seiner Forschung war der Himalaya (Nepal und China). Aus seinen Nepal-Reisen zwischen 1969 und 2005 resultierten mehr als 300 Publikationen von Kolleginnen und Kollegen rund um den Globus, sie sind bekannt als die Results of the Himalaya Expeditions of J. Martens. Neben seinen Aktivitäten in Nepal forschte Jochen Martens außerdem u. a. im Iran, im Kaukasus, in Zentralasien (Kirgisien und Kasachstan), West- und Ostsibirien, auf den Philippinen, in weiten Teilen Süd-, Südost- und Ostasiens sowie im Mittelmeergebiet.

## Lehre
Während seiner wissenschaftlichen Laufbahn war Martens stets auch der Lehre verpflichtet. Er hielt u. a. die Vorlesungen Baupläne und Stämme des Tierreichs, Tiere im Boden, Die Entstehung der Arten, Mimikri und Ökosystem Himalaya. Zu seinem Lehrangebot gehörten weiterhin die zoologischen Anfänger- und Fortgeschritten-Übungen zur Morphologie und Anatomie aller Tierstämme sowie Tierbestimmungsübungen. Seine regelmäßigen Labor- und Freilandexperimente bezogen sich auf die Bioakustik der Vögel. Bekannt war er darüber hinaus für seine zoologischen Exkursionen, insbesondere jene zur Bioakustik der Vögel (Vogelstimmenexkursionen). Martens betreute in seiner Zeit als Professor rund zwölf Doktoranden.

## Publikationen

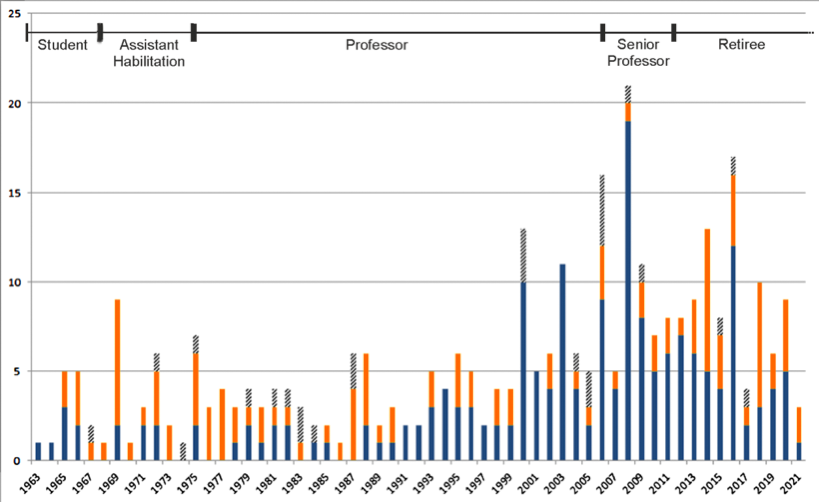
Anzahl der Publikationen von Jochen Martens von 1963–2021 und Forschungsgebieten (blau – Aves: 188, orange – Arthropoda: 114, schraffiert – Diversa: 27)

Jochen Martens veröffentlichte 329 wissenschaftliche Beiträge, davon 188 über ornithologische Themen, 114 über Arthropoden (hauptsächlich über Weberknechte) und 27 über diverse Themen, zum Beispiel über Hochgebirgsforschung und Blütenbiologie.
Bis heute als Standardwerk, als „Messlatte für Publikationen über Opiliones weltweit“ sowie als „arachnologischer Meilenstein“ gilt der 1978 erschienene Band Spinnentiere, Arachnida: Weberknechte, Opiliones in der Reihe Die Tierwelt Deutschlands. Jochen Martens wird zugeschrieben, damit das „finstere weberknechtkundliche Mittelalter beendet und die Epoche der ,opilionologischen Aufklärung‘ eingeleitet zu haben“.
Zum 80. Geburtstag von Jochen Martens erschien am 10. Juni 2021 eine ihm gewidmete Sonderausgabe des internationalen Fachmagazins Zootaxa unter Herausgeberschaft von Peter Jäger, Peter J. Schwendinger und William A. Shear.

## Mitgliedschaften und Ehrungen
Seit 1961 ist Jochen Martens Mitglied in der Deutschen Ornithologen-Gesellschaft, deren Generalsekretär er von 1980 - 1987 war.
Seit 1962 ist Jochen Martens Mitglied im Verein für vaterländische Naturkunde in Württemberg (jetziger Name: Gesellschaft für Naturkunde in Württemberg), in der Ornithologischen Gesellschaft in Bayern sowie im Verein Thüringer Ornithologen.
Seit 1973 ist Jochen Martens ernannter ehrenamtlicher Mitarbeiter des Senckenberg Forschungsinstitut und Naturmuseum in Frankfurt/M im Arachnologie. Darüber hinaus ist er ernannter ehrenamtlicher Mitarbeiter der Senckenberg Naturhistorische Sammlungen Dresden im Team Ornithologie.
Seit den 1980er Jahren ist Jochen Martens Fellow der International Ornithologists' Union (IOU).
1984 war Jochen Martens Gründungsmitglied des Oriental Bird Club (OBC), in dem er bis heute Mitglied ist.
Seit Beginn der 1990er Jahre ist Jochen Martens Mitglied des Berliner Kreis der Bearbeiter und Herausgeber des Atlas der Verbreitung palaearktischer Vögel. Zur Weiterführung dieses Atlas-Projekts wurde 1994 die Erwin-Stresemann-Gesellschaft für paläarktische Avifaunistik gegründet, deren Präsident Jochen Martens von 1997 - 2014 und deren Vizepräsident er von 2015 - 2021 war.
1993 bis 2006 war Jochen Martens Vertrauensdozent der Studienstiftung des deutschen Volkes.
Seit 1997 ist Jochen Martens Mitglied in der Arachnologischen Gesellschaft wo er seitdem zum Wissenschaftlichen Beirat der Arachnologischen Mitteilungen  gehört.
2005 verlieh die Deutsche Ornithologen-Gesellschaft Jochen Martens den Ornithologen-Preis für seine Forschungen in Asien, zugleich für seine Lebensleistung.
2006 verlieh die Hainan Normal University, Haikou in China Jochen Martens den Titel Visiting Professor.

## Taxa

### Nach Martens benannte Taxa
Liste der nach Jochen Martens benannten Tiergattungen, -arten und -unterarten. Die Liste umfasst 230 Taxa, bestehend aus 13 Gattungen, 217 Spezies sowie drei Subspezies. Eine Karte stellt die geographische Verteilung der nach Jochen Martens benannten Taxa dar.

| Klasse    | Ordnung          | Familie              | Gattung                    | Spezies / Subspezies   | Autor/-in                                  | Jahr |
| --------- | ---------------- | -------------------- | -------------------------- | ---------------------- | ------------------------------------------ | ---- |
| Arachnida | Acari            | Licnodamaeidae       | Malgacheliodes             | martensi               | Ermilov, Hogo-Coetzee and Khaustov         | 2021 |
| Arachnida | Acari            | Steganacaridae       | Plonaphacarus              | martensi               | Niedbala                                   | 2014 |
| Arachnida | Araneae          | Agelenidae           | Himalcoeolotes             | martensi               | Wang                                       | 2002 |
| Arachnida | Araneae          | Amaurobiidae         | Himalmartensus             | martensi               | Wang and Zhu                               | 2008 |
| Arachnida | Araneae          | Ctenidae             | Ctenus                     | martensi               | Jäger                                      | 2012 |
| Arachnida | Araneae          | Dysderidae           | Dysdera                    | martensi               | Dunin                                      | 1991 |
| Arachnida | Araneae          | Dysderidae           | Harpactea                  | martensi               | Dunin                                      | 1991 |
| Arachnida | Araneae          | Halonoproctidae      | Conothele                  | martensi               | Decae, Schwendinger and Hongpadharakiree   | 2021 |
| Arachnida | Araneae          | Hersiliidae          | Hersilia                   | martensi               | Baehr                                      | 1993 |
| Arachnida | Araneae          | Leptonetidae         | Leptonetela                | martensi               | Zhu and Li                                 | 2021 |
| Arachnida | Araneae          | Linyphiidae          | Agyneta                    | martensi               | Tanasevitch                                | 2006 |
| Arachnida | Araneae          | Linyphiidae          | Himalaphantes              | martensi               | Thaler                                     | 1987 |
| Arachnida | Araneae          | Linyphiidae          | Martensinus                | annulatus              | Wunderlich                                 | 1973 |
| Arachnida | Araneae          | Linyphiidae          | Martensinus                | micronetiformis        | Wunderlich                                 | 1973 |
| Arachnida | Araneae          | Linyphiidae          | Mughiphantes               | martensi               | Tanasevitch                                | 2006 |
| Arachnida | Araneae          | Linyphiidae          | Walckenaeria               | martensi               | Wunderlich                                 | 1972 |
| Arachnida | Araneae          | Lycosidae            | Pardosa                    | martensi               | Buchar                                     | 1978 |
| Arachnida | Araneae          | Oonopidae            | Camptoscaphiella           | martensi               | Baehr                                      | 2010 |
| Arachnida | Araneae          | Oonopidae            | Himalayana                 | martensi               | Grismado                                   | 2014 |
| Arachnida | Araneae          | Pacullidae           | Furcembolus                | martensi               | Jiang and Li                               | 2021 |
| Arachnida | Araneae          | Pholcidae            | Artema                     | martensi               | Huber                                      | 2021 |
| Arachnida | Araneae          | Pholcidae            | Belisana                   | martensi               | Yao and Li                                 | 2013 |
| Arachnida | Araneae          | Salticidae           | Chalcoscirtus              | martensi               | Zabka                                      | 1980 |
| Arachnida | Araneae          | Salticidae           | Synagelides                | martensi               | Bohdanowicz                                | 1987 |
| Arachnida | Araneae          | Sparassidae          | Martensikara               | jocheni                | Jäger                                      | 2021 |
| Arachnida | Araneae          | Sparassidae          | Martensopoda               | transversa             | Jäger                                      | 2006 |
| Arachnida | Araneae          | Sparassidae          | Pseudopoda                 | martensi               | Jäger                                      | 2001 |
| Arachnida | Araneae          | Spatiatoridae        | Spatiator                  | martensi               | Wunderlich                                 | 2006 |
| Arachnida | Araneae          | Symphytognathidae    | Iardinis                   | martensi               | Brignoli                                   | 1978 |
| Arachnida | Araneae          | Tetrablemmidae       | Brignoliella               | martensi               | Brignoli                                   | 1972 |
| Arachnida | Araneae          | Thomisidae           | Xysticus                   | martensi               | Ono                                        | 1978 |
| Arachnida | Araneae          | Zodariidae           | Malinella                  | martensi               | Ono                                        | 1983 |
| Arachnida | Araneae          | Zodariidae           | Suffasia                   | martensi               | Ono                                        | 2006 |
| Arachnida | Opiliones        | Biantidae            | Stenostygnus               | martensi               | Mamani, Porto, Iglesias and Perez-Gonzalez | 2021 |
| Arachnida | Opiliones        | Cladonychiidae       | Sinonychia                 | martensi               | Zhang and Derkarabetian                    | 2021 |
| Arachnida | Opiliones        | Cryptogeobiidae      | Spinopilar                 | jocheni                | Kury and Araujo                            | 2021 |
| Arachnida | Opiliones        | Cryptogeobiidae      | Spinopilar                 | martialis              | Kury and Araujo                            | 2021 |
| Arachnida | Opiliones        | Cryptogeobiidae      | Spinopilar                 | magistralis            | Kury and Araujo                            | 2021 |
| Arachnida | Opiliones        | Fissiphalliidae      | Fissiphallius              | martensi               | Pinto-da-Rocha                             | 2004 |
| Arachnida | Opiliones        | Gonyleptidae         | Marayniocus                | martensi               | Acosta                                     | 2006 |
| Arachnida | Opiliones        | Gonyleptidae         | Pseudopachylus             | martensi               | Kury                                       | 2006 |
| Arachnida | Opiliones        | Nemastomatidae       | Caucnemastoma              | martensi               | Snegovaya                                  | 2011 |
| Arachnida | Opiliones        | Nemastomatidae       | Martensolasma              | catrina                | Cruz-Lopez                                 | 2017 |
| Arachnida | Opiliones        | Nemastomatidae       | Martensolasma              | jocheni                | Shear                                      | 2006 |
| Arachnida | Opiliones        | Neopilionidae        | Martensopsalis             | dogny                  | Giribet and Baker                          | 2021 |
| Arachnida | Opiliones        | Oncopodidae          | Martensiellus              | tenuipalpus            | Schwendinger                               | 2006 |
| Arachnida | Opiliones        | Phalangiidae         | Euphalangium               | martensi               | Das and Bastawade                          | 2006 |
| Arachnida | Opiliones        | Phalangiidae         | Homolophus                 | martensi               | Staręga                                    | 1986 |
| Arachnida | Opiliones        | Phalangiidae         | Metaphalangium             | martensi               | Mitov, Perkovsky and Dunlop                | 2021 |
| Arachnida | Opiliones        | Phalangiidae         | Phalangium                 | martensi               | Snegovaya, Cokendolpher and Zamani         | 2021 |
| Arachnida | Opiliones        | Phalangodidae        | Texella                    | martensi               | Ubick                                      | 2021 |
| Arachnida | Opiliones        | Sabaconidae          | Sabacon                    | martensi               | Tsurusaki and Song                         | 1993 |
| Arachnida | Opiliones        | Sclerosomatidae      | † Mesobunus                | martensi               | Huang, Selden and Dunlop                   | 2009 |
| Arachnida | Opiliones        | Sclerosomatidae      | Umbopilio                  | martensi               | Klimes                                     | 2006 |
| Arachnida | Opiliones        | Sironidae            | Cyphophthalmus             | martensi               | Karaman                                    | 2009 |
| Arachnida | Opiliones        | Stygnidae            | Jime                       | praecursor             | Villareal, Kury and Colmenares             | 2021 |
| Arachnida | Opiliones        | Trogulidae           | Anarthrotarsus             | martensi               | Šilhavý                                    | 1967 |
| Arachnida | Opiliones        | Trogulidae           | Trogulus                   | martensi               | Chemini                                    | 1983 |
| Arachnida | Pseudoscorpiones | Cheliferidae         | Dactylochelifer            | martensi               | Dashdamirov                                | 2006 |
| Arachnida | Pseudoscorpiones | Chernetidae          | Ceriochernes               | martensi               | Beier                                      | 1974 |
| Arachnida | Pseudoscorpiones | Neobisiidae          | Stenohya                   | martensi               | Schawaller                                 | 1987 |
| Arachnida | Scorpiones       | Buthidae             | Ananteris                  | martensi               | Lourenço                                   | 2021 |
| Arachnida | Scorpiones       | Buthidae             | Himalayotityobuthus        | martensi               | Lourenço                                   | 1997 |
| Aves      | Passeriformes    | Paridae              | Parus (Periparus)          | ater martensi          | Eck                                        | 1998 |
| Crustacea | Copepoda         | Phyllognathopodidae  | Parbatocamptus             | jochenmartensi         | Dumont and Maas                            | 1988 |
| Crustacea | Isopoda          | Philosciidae         | Rennelloscia               | martensi               | Vandel                                     | 1973 |
| Crustacea | Isopoda          | Trachelipidae        | Pseudorthometopon          | martensi               | Schmalfuss                                 | 1986 |
| Insecta   | Archaeognatha    | Meinertellidae       | Machilontus                | martensi               | Sturm                                      | 1990 |
| Insecta   | Coleoptera       | Alleculidae          | Isomira                    | martensi               | Novák                                      | 2014 |
| Insecta   | Coleoptera       | Anthicidae           | Tomoderus                  | martensi               | Uhmann                                     | 1982 |
| Insecta   | Coleoptera       | Brentidae            | Conapium                   | martensi               | Korotyaev                                  | 1987 |
| Insecta   | Coleoptera       | Cantharidae          | Falsopodabrus              | martensi               | Wittmer                                    | 1979 |
| Insecta   | Coleoptera       | Cantharidae          | Laemoglyptus               | martensi               | Kazentsev                                  | 2009 |
| Insecta   | Coleoptera       | Carabidae            | Amara                      | martensi               | Hieke                                      | 1981 |
| Insecta   | Coleoptera       | Carabidae            | Amerizus                   | martensi               | Queinnec and Perreau                       | 2002 |
| Insecta   | Coleoptera       | Carabidae            | Calathus                   | martensi               | Schmidt                                    | 1999 |
| Insecta   | Coleoptera       | Carabidae            | Calosoma davidi            | martensi               | Paulus                                     | 1971 |
| Insecta   | Coleoptera       | Carabidae            | Cychropsis                 | martensi               | Heinz                                      | 1994 |
| Insecta   | Coleoptera       | Carabidae            | Elaphropus                 | martensi               | Baehr                                      | 2016 |
| Insecta   | Coleoptera       | Carabidae            | Gunvorita                  | martensi               | Casale                                     | 1985 |
| Insecta   | Coleoptera       | Carabidae            | Laemostenus (Antisphodrus) | martensi               | Casale                                     | 1980 |
| Insecta   | Coleoptera       | Carabidae            | Nebria                     | martensi               | Huber and Schmidt                          | 2012 |
| Insecta   | Coleoptera       | Carabidae            | Laemostenus (Pristonychus) | martensianum           | Casale                                     | 1988 |
| Insecta   | Coleoptera       | Carabidae            | Pterostichus               | martensi               | Straneo                                    | 1977 |
| Insecta   | Coleoptera       | Carabidae            | Tiruka                     | martensi               | Queinnec and Perreau                       | 2002 |
| Insecta   | Coleoptera       | Carabidae            | Trechus                    | martensi               | Deuve and Hodebert                         | 1991 |
| Insecta   | Coleoptera       | Carabidae            | Trichotichnus              | martensi               | Kataev and Schmidt                         | 2017 |
| Insecta   | Coleoptera       | Carabidae            | Zabrus                     | martensi               | Freude                                     | 1986 |
| Insecta   | Coleoptera       | Cholevidae           | Catops                     | martensi               | Perreau                                    | 1992 |
| Insecta   | Coleoptera       | Chrysomelidae        | Aphthonaria                | martensi               | Medvedev                                   | 1990 |
| Insecta   | Coleoptera       | Chrysomelidae        | Apophylia                  | martensi               | Bezdĕk                                     | 2003 |
| Insecta   | Coleoptera       | Chrysomelidae        | Labidostomis               | martensi               | Medvedev                                   | 1983 |
| Insecta   | Coleoptera       | Chrysomelidae        | Martensomela               | aptera                 | Medvedev                                   | 1984 |
| Insecta   | Coleoptera       | Chrysomelidae        | Monolepta                  | martensi               | Medvedev                                   | 1992 |
| Insecta   | Coleoptera       | Chrysomelidae        | Nodina                     | martensi               | Medvedev                                   | 1992 |
| Insecta   | Coleoptera       | Chrysomelidae        | Oomorphoides               | martensi               | Medvedev                                   | 1990 |
| Insecta   | Coleoptera       | Chrysomelidae        | Pyrrhalta                  | martensi               | Medvedev and Sprecher-Uebersax             | 1999 |
| Insecta   | Coleoptera       | Chrysomelidae        | Taizonia                   | martensi               | Medvedev                                   | 1984 |
| Insecta   | Coleoptera       | Chrysomelidae        | Taumacera (sub Acroxena)   | martensi               | Medvedev                                   | 1990 |
| Insecta   | Coleoptera       | Coccinellidae        | Scymnus                    | martensi               | Canepari                                   | 1997 |
| Insecta   | Coleoptera       | Cryptophagidae       | Cryptophagus               | martensi               | Sen Gupta                                  | 1980 |
| Insecta   | Coleoptera       | Curculionidae        | Conapion                   | martensi               | Korotyaev                                  | 1987 |
| Insecta   | Coleoptera       | Curculionidae        | Limnobaris                 | martensi               | Korotyaev                                  | 2014 |
| Insecta   | Coleoptera       | Curculionidae        | Niphadonyx                 | martensi               | Zherichin                                  | 1987 |
| Insecta   | Coleoptera       | Dermestidae          | Dermestes undulatus        | martensi               | Kalik                                      |      |
| Insecta   | Coleoptera       | Dytiscidae           | Hydaticus                  | martensi               | Wewalka                                    | 1972 |
| Insecta   | Coleoptera       | Dytiscidae           | Hydroporus                 | martensi               | Brancucci                                  | 1981 |
| Insecta   | Coleoptera       | Elateridae           | Dima                       | martensi               | Schimmel and Platia                        | 1991 |
| Insecta   | Coleoptera       | Elateridae           | Melanotus                  | martensi               | Platia and Schimmel                        | 2001 |
| Insecta   | Coleoptera       | Elateridae           | Penia                      | martensi               | Schimmel and Platia                        | 1991 |
| Insecta   | Coleoptera       | Elateridae           | Silesis                    | martensi               | Platia and Schimmel                        | 1991 |
| Insecta   | Coleoptera       | Geotrupidae          | Geotrupes                  | martensi               | Krikken                                    | 1981 |
| Insecta   | Coleoptera       | Heteroceridae        | Augyles (sub Heterocerus)  | martensi               | Mascagni                                   | 1990 |
| Insecta   | Coleoptera       | Histeridae           | Bacanius                   | martensi               | Gomy                                       | 1992 |
| Insecta   | Coleoptera       | Hydrophilidae        | Coelostoma                 | martensi               | Hebauer                                    | 2002 |
| Insecta   | Coleoptera       | Hydrophilidae        | Hydraena                   | martensi               | Skale and Jäch                             | 2009 |
| Insecta   | Coleoptera       | Latridiidae          | Corticaria                 | martensi               | Johnson                                    | 1977 |
| Insecta   | Coleoptera       | Leiodidae            | Agathidium                 | martensi               | Angelini and De Marzo                      | 1983 |
| Insecta   | Coleoptera       | Leiodidae            | Agathidium                 | martensianum           | Angelini and De Marzo                      | 1994 |
| Insecta   | Coleoptera       | Leiodidae            | Anisotoma                  | martensi               | Angelini and De Marzo                      | 1994 |
| Insecta   | Coleoptera       | Lycidae              | Punicealis                 | martensi               | Kasantsev                                  | 1993 |
| Insecta   | Coleoptera       | Melandriidae         | Lederina                   | martensi               | Nikitsky                                   | 1994 |
| Insecta   | Coleoptera       | Nitidulidae          | Epuraea                    | martensi               | Kirejtshuk                                 | 1989 |
| Insecta   | Coleoptera       | Ochodaeidae          | Nothochodaeus              | martensi               | Huchet                                     | 2020 |
| Insecta   | Coleoptera       | Oedemeridae          | Nacerdes                   | martensi               | Švihla                                     | 1973 |
| Insecta   | Coleoptera       | Pyrochroidae         | Ischalia                   | martensi               | Paulus                                     | 1971 |
| Insecta   | Coleoptera       | Scaphidiidae         | Baeocera                   | martensi               | Löbl                                       | 1992 |
| Insecta   | Coleoptera       | Scarabaeidae         | Microserica                | martensi               | Ahrens                                     | 1998 |
| Insecta   | Coleoptera       | Scarabaeidae         | Aphodius (Plagiogonus)     | martensi               | Stebnicka                                  | 1986 |
| Insecta   | Coleoptera       | Scydmaenidae         | Cephennodes                | martensi               | Jaloszyński                                | 2017 |
| Insecta   | Coleoptera       | Scydmaenidae         | Cephennodes                | paramartensi           | Jaloszyński                                | 2017 |
| Insecta   | Coleoptera       | Scydmaenidae         | Euconnus                   | martensianus           | Franz                                      | 1971 |
| Insecta   | Coleoptera       | Scydmaenidae         | Euconnus                   | paramartensianus       | Franz                                      | 1985 |
| Insecta   | Coleoptera       | Scydmaenidae         | Euconnus (Napochus)        | martensis              | Franz                                      | 1971 |
| Insecta   | Coleoptera       | Scydmaenidae         | Microscydmus               | martensi               | Franz                                      | 1971 |
| Insecta   | Coleoptera       | Scydmaenidae         | Scydmaenus                 | martensi               | Franz                                      | 1971 |
| Insecta   | Coleoptera       | Scydmaenidae         | Scydmaenus                 | paramartensis          | Franz                                      | 1971 |
| Insecta   | Coleoptera       | Silphidae            | Silpha                     | martensi               | Emetz and Schawaller                       | 1975 |
| Insecta   | Coleoptera       | Staphylinidae        | Amaurodera                 | martensi               | Coiffait                                   | 1982 |
| Insecta   | Coleoptera       | Staphylinidae        | Atheta (Microdota)         | martensiella           | Pace                                       | 1987 |
| Insecta   | Coleoptera       | Staphylinidae        | Dianous                    | martensi               | De Rougemont                               | 1983 |
| Insecta   | Coleoptera       | Staphylinidae        | Edaphus                    | martensi               | Puthz                                      | 1987 |
| Insecta   | Coleoptera       | Staphylinidae        | Emmelostiba                | martensiana            | Pace                                       | 1987 |
| Insecta   | Coleoptera       | Staphylinidae        | Encephalus (Ophnebioidea)  | martensi               | Pace                                       | 1987 |
| Insecta   | Coleoptera       | Staphylinidae        | Eusphalerum                | martensi               | Zanetti                                    | 2003 |
| Insecta   | Coleoptera       | Staphylinidae        | Gabrius                    | martensi               | Schillhammer                               | 1997 |
| Insecta   | Coleoptera       | Staphylinidae        | Leptusa (Drepanoleptusa)   | martensi               | Pace                                       | 1987 |
| Insecta   | Coleoptera       | Staphylinidae        | Liogluta                   | martensi               | Pace                                       | 1987 |
| Insecta   | Coleoptera       | Staphylinidae        | Megarthrus                 | martensi               | Coiffait                                   | 1982 |
| Insecta   | Coleoptera       | Staphylinidae        | Myrmecopora                | martensi               | Pace                                       | 1984 |
| Insecta   | Coleoptera       | Staphylinidae        | Nepalota                   | martensi               | Pace                                       | 1987 |
| Insecta   | Coleoptera       | Staphylinidae        | Oncosomechusa              | martensi               | Pace                                       | 1987 |
| Insecta   | Coleoptera       | Staphylinidae        | Oxypoda                    | martensi               | Pace                                       | 1984 |
| Insecta   | Coleoptera       | Staphylinidae        | Paederidus                 | martensi               | Coiffait                                   | 1982 |
| Insecta   | Coleoptera       | Staphylinidae        | Pelioptera                 | martensi               | Pace                                       | 1987 |
| Insecta   | Coleoptera       | Staphylinidae        | Pelioptera                 | martensianum           | Pace                                       | 1987 |
| Insecta   | Coleoptera       | Staphylinidae        | Phacophallus               | martensi               | Bordoni                                    | 2002 |
| Insecta   | Coleoptera       | Staphylinidae        | Placusa                    | martensi               | Pace                                       | 1987 |
| Insecta   | Coleoptera       | Staphylinidae        | Pseudoplandria             | martensi               | Pace                                       | 1987 |
| Insecta   | Coleoptera       | Staphylinidae        | Quedius (Microsaurus)      | martensi               | Smetana                                    | 1975 |
| Insecta   | Coleoptera       | Staphylinidae        | Someira                    | martensi               | Bordoni                                    | 2002 |
| Insecta   | Coleoptera       | Staphylinidae        | Stenaesthetus              | martensi               | Puthz                                      | 1987 |
| Insecta   | Coleoptera       | Staphylinidae        | Stenus                     | martensi               | Puthz                                      | 1983 |
| Insecta   | Coleoptera       | Staphylinidae        | Stenus                     | martensianus           | Puthz                                      | 2013 |
| Insecta   | Coleoptera       | Staphylinidae        | Tachinus (Tachinoderus)    | martensi               | Coiffait                                   | 1982 |
| Insecta   | Coleoptera       | Staphylinidae        | Tachyporus                 | martensi               | Coiffait                                   | 1982 |
| Insecta   | Coleoptera       | Staphylinidae        | Thoracostrongylus          | martensi               | Coiffait                                   | 1982 |
| Insecta   | Coleoptera       | Staphylinidae        | Thyreocephalus             | jocheni                | Bordoni                                    | 2002 |
| Insecta   | Coleoptera       | Staphylinidae        | Trichoglossina             | martensi               | Pace                                       | 1987 |
| Insecta   | Coleoptera       | Staphylinidae        | Tropimenelytron            | martensianum           | Pace                                       | 1987 |
| Insecta   | Coleoptera       | Staphylinidae        | Xantholinus                | martensi               | Bordoni                                    | 1983 |
| Insecta   | Coleoptera       | Tenebrionidae        | Blabs                      | martensi               | Skopin                                     | 1978 |
| Insecta   | Coleoptera       | Tenebrionidae        | Freudeia                   | martensi               | Kaszab                                     | 1977 |
| Insecta   | Coleoptera       | Tenebrionidae        | Gonocephalum               | martensi               | Kaszab                                     | 1977 |
| Insecta   | Coleoptera       | Tenebrionidae        | Laena                      | jocheni                | Schawaller                                 | 2006 |
| Insecta   | Coleoptera       | Tenebrionidae        | Laena                      | martensi               | Kaszab                                     | 1973 |
| Insecta   | Coleoptera       | Tenebrionidae        | Platydema                  | martensi               | Schawaller                                 | 1994 |
| Insecta   | Coleoptera       | Tenebrionidae        | Strongylium                | martensi               | Masumoto and Schawaller                    | 2010 |
| Insecta   | Coleoptera       | Tenebrionidae        | Xanthalia                  | martensi               | Merkl                                      | 1991 |
| Insecta   | Dermaptera       | Anisolabididae       | Aborolabis                 | martensi               | Brindle                                    | 1987 |
| Insecta   | Dermaptera       | Forficulidae         | Allodahlia                 | martensi               | Brindle                                    | 1974 |
| Insecta   | Diptera          | Dixidae              | Dixa                       | martensi               | Wagner                                     | 1983 |
| Insecta   | Ephemeroptera    | Caenidae             | Caenis                     | martensi               | Malzacher                                  | 2018 |
| Insecta   | Ephemeroptera    | Heptageniidae        | Iron                       | martensi               | Braasch                                    | 1981 |
| Insecta   | Heteroptera      | Anthocoridae         | Orius (Heterorius)         | martensi               | Péricart                                   | 1987 |
| Insecta   | Heteroptera      | Aradidae             | Bengalaria                 | martensi               | Vásárhelyi                                 | 1986 |
| Insecta   | Heteroptera      | Miridae              | Lygus                      | martensi               | Aglyamzyanov                               | 2003 |
| Insecta   | Heteroptera      | Nabidae              | Phorticus                  | martensi               | Kerzhner                                   | 1992 |
| Insecta   | Heteroptera      | Schizopteridae       | Kokeshia                   | martensi               | Štys                                       | 1985 |
| Insecta   | Heteroptera      | Tingidae             | Thaicoris                  | martensi               | Péricart                                   | 2000 |
| Insecta   | Heteroptera      | Veliidae             | Geovelia                   | martensi               | Zimmermann                                 | 1984 |
| Insecta   | Hymenoptera      | Apidae               | Psithyrus (Eopsithyrus)    | martensi               | Tkalcu                                     | 1974 |
| Insecta   | Hymenoptera      | Formicidae           | Myrmica                    | martensi               | Radchenko and Elmes                        | 1998 |
| Insecta   | Odonata          | Libellulidae         | Orthetrum                  | martensi               | Asahina                                    | 1978 |
| Insecta   | Orthoptera       | Tetrigidae           | Formosatettix              | martensi               | Ingrisch                                   | 2001 |
| Insecta   | Psocoptera       | Caeciliidae          | Caecilius                  | martensi               | New                                        | 1983 |
| Insecta   | Psocoptera       | Psocidae             | Psococerastis              | martensi               | New                                        | 1987 |
| Insecta   | Siphonaptera     | Leptopsyllidae       | Ctenophyllus               | martensi               | Smit                                       | 1974 |
| Mollusca  | Gastropoda       | Clausiliidae         | Bathyptychia               | martensi               | Nordsieck                                  | 2001 |
| Mollusca  | Gastropoda       | Clausiliidae         | Montiphaedusa              | martensiana            | Nordsieck                                  | 1973 |
| Mollusca  | Gastropoda       | Clausiliidae         | Quadriplicata              | lederi martensi        | Nordsieck                                  | 1984 |
| Myriapoda | Chilopoda        | Lithobiidae          | Lithobius (Ezembius)       | martensi               | Eason                                      | 1989 |
| Myriapoda | Chilopoda        | Scolopendridae       | Otostigmus (Otostigmus)    | martensi               | Lewis                                      | 1992 |
| Myriapoda | Diplopoda        | Anthroleucosomatidae | Persedicus                 | martensi               | Mauriès                                    | 1982 |
| Myriapoda | Diplopoda        | Blaniulidae          | Nopoiulus (Paranopoiulus)  | martensi               | Enghoff                                    | 1984 |
| Myriapoda | Diplopoda        | Cayseidae            | Martenseya                 | minutocaeca            | Shear                                      | 2021 |
| Myriapoda | Diplopoda        | Cleidogonidae        | Tianella                   | martensi               | Shear                                      | 1979 |
| Myriapoda | Diplopoda        | Craspedosomatidae    | Kelempekia                 | martensi               | Strasser                                   | 1974 |
| Myriapoda | Diplopoda        | Glomeridellidae      | Albanoglomus               | martensi               | Golovatch                                  | 1981 |
| Myriapoda | Diplopoda        | Julidae              | Nepalmatoiulus             | martensi               | Enghoff                                    | 1987 |
| Myriapoda | Diplopoda        | Julidae              | Ommatoiulus                | martensi               | Mauriès                                    | 1969 |
| Myriapoda | Diplopoda        | Opisotretidae        | Martensodesmus             | himalayensis           | Golovatch                                  | 1987 |
| Myriapoda | Diplopoda        | Paradoxosomatidae    | Beronodesmoides            | martensi               | Golovatch                                  | 2016 |
| Myriapoda | Diplopoda        | Paradoxosomatidae    | Beronodesmus               | martensi               | Golovatch et al.                           | 2016 |
| Myriapoda | Diplopoda        | Paradoxosomatidae    | Gonobelus                  | martensi               | Golovatch                                  | 2013 |
| Myriapoda | Diplopoda        | Paradoxosomatidae    | Hedinomorpha               | martensi               | Golovatch                                  | 2014 |
| Myriapoda | Diplopoda        | Paradoxosomatidae    | Hedinomorpha               | martensorum            | Golovatch                                  | 2021 |
| Myriapoda | Diplopoda        | Paradoxosomatidae    | Martensosoma               | (unicolor Attems 1936) | Golovatch                                  | 1992 |
| Myriapoda | Diplopoda        | Paradoxosomatidae    | Paranedyopus               | martensi               | Golovatch                                  | 1990 |
| Myriapoda | Diplopoda        | Paradoxosomatidae    | Tetracentrosternus         | martensi               | Golovatch                                  | 2016 |
| Myriapoda | Diplopoda        | Polydesmidae         | Epanerchodus               | martensi               | Golovatch                                  | 2014 |
| Myriapoda | Diplopoda        | Polydesmidae         | Nepalotretus               | martensi               | Golovatch                                  | 1987 |
| Myriapoda | Diplopoda        | Polydesmidae         | Pacidesmus                 | martensi               | Golovatch and Geoffroy                     | 2006 |
| Myriapoda | Diplopoda        | Polydesmidae         | Polydesmus                 | mediterraneus martensi | Strasser                                   | 1967 |
| Myriapoda | Diplopoda        | Trichopolydesmidae   | Sholaphilus                | martensi               | Golovatch                                  | 1986 |
| Myriapoda | Diplopoda        | Xystodesnidae        | Riukiaria                  | martensi               | Golovatch                                  | 2014 |
| Myriapoda | Diplopoda        | Zephroniidae         | Kophosphaera               | martensi               | Wesener                                    | 2015 |
| Myriapoda | Pauropoda        | Eurypauropodidae     | Sphaeropauropus            | martensi               | Scheller                                   | 2000 |
| Crustacea | Amphipoda        | Gammaridae           | Gammarus                   | martensi               | H. Zhong-E. and L. Shuqiang                |      |

### Beschriebene Taxa
Liste von Jochen Martens beschriebener Tiergattungen, -arten und -unterarten. Die Liste umfasst 297 Taxa.
| Klasse    | Ordnung       | Familie           | Gattung          | Spezies / Subspezies   | Autor/-in                                                | Jahr |
| --------- | ------------- | ----------------- | ---------------- | ---------------------- | -------------------------------------------------------- | ---- |
| Arachnida | Acari         | Galumnidae        | Pergalumna       | minituberculata        | S.G. Ermilov and J. Martens                              | 2014 |
| Arachnida | Acari         | Galumnidae        | Carinogalumna    | alineata               | S.G. Ermilov and J. Martens                              | 2014 |
| Arachnida | Acari         | Oribatidellidae   | Oribatella       | paraumaetluisorum      | S.G. Ermilov and J. Martens                              | 2014 |
| Arachnida | Acari         | Oppiidae          | Taiwanoppia      | nepalica               | S.G. Ermilov and J. Martens                              | 2014 |
| Arachnida | Acari         | Mochlozetidae     | Uracrobates      | truncatus              | S.G. Ermilov and J. Martens                              | 2015 |
| Arachnida | Acari         | Protoribatidae    | Vilhenabates     | schawalleri            | S.G. Ermilov and J. Martens                              | 2014 |
| Arachnida | Acari         | Oppiidae          | Taiwanoppia      | paranepalica           | S.G. Ermilov and J. Martens                              | 2014 |
| Arachnida | Acari         | Tegoribatidae     | Lepidozetes      | acutirostrum           | S.G. Ermilov, J. Martens and A. Tolstikov                | 2013 |
| Arachnida | Acari         | Tegoribatidae     | Scutozetes       | clavatosensillus       | S.G. Ermilov, J. Martens and A. Tolstikov                | 2013 |
| Arachnida | Acari         | Ceratozetidae     | Ghilarovizetes   | longiporosus           | S.G. Ermilov and J. Martens                              | 2014 |
| Arachnida | Acari         | Eremaeidae        | Eremaeus         | anichkini              | S.G. Ermilov and J. Martens                              | 2014 |
| Arachnida | Acari         | Scheloribatidae   | Perscheloribates | nepalensis             | S.G. Ermilov and J. Martens                              | 2014 |
| Arachnida | Acari         | Oppiidae          | Lasiobelba       | daamsae                | S.G. Ermilov, U. Shtanchaeva, L. Subias and J. Martens   | 2014 |
| Arachnida | Acari         | Oppiidae          | Lasiobelba       | nepalica               | S.G. Ermilov, U. Shtanchaeva, L. Subias and J. Martens   | 2014 |
| Arachnida | Acari         | Parakalummidae    | Neoribates       | parabulanovae          | S.G. Ermilov and J. Martens                              | 2014 |
| Arachnida | Acari         | Parakalummidae    | Neoribates       | paramacrosacculatus    | S.G. Ermilov, U. Shtanchaeva, L. Subias and J. Martens   | 2014 |
| Arachnida | Acari         | Parakalummidae    | Neoribates       | pararotundus           | S.G. Ermilov and J. Martens                              | 2014 |
| Arachnida | Acari         | Peloppiidae       | Metapyroppia     | gigantea               | S.G. Ermilov and J. Martens                              | 2014 |
| Arachnida | Acari         | Galumnidae        | Galumna          | tetraporosa            | S.G. Ermilov, J. Martens and A. Tolstikov                | 2014 |
| Arachnida | Araneae       | Thomisidae        | Xysticus         | marusiki               | H. Ono and J. Martens                                    | 2005 |
| Arachnida | Araneae       | Thomisidae        | Xysticus         | logunovi               | H. Ono and J. Martens                                    | 2005 |
| Arachnida | Araneae       | Thomisidae        | Xysticus         | pieperi                | H. Ono and J. Martens                                    | 2005 |
| Arachnida | Araneae       | Thomisidae        | Oxyptila         | makidica               | H. Ono and J. Martens                                    | 2005 |
| Arachnida | Araneae       | Thomisidae        | Oxyptila         | lutosa                 | H. Ono and J. Martens                                    | 2005 |
| Arachnida | Opiliones     | unknown           | Genus            | enigmaticus            | J. Martens                                               | 1969 |
| Arachnida | Opiliones     | Assamiidae        | Metassamia       | nepalica               | J. Martens                                               | 1977 |
| Arachnida | Opiliones     | Phalangiidae      | Amilenus         | aurantiacus            | J. Martens                                               | 1969 |
| Arachnida | Opiliones     | Trogulidae        | Anelasmocephalus | balearicus             | J. Martens and C. Chemini                                | 1988 |
| Arachnida | Opiliones     | Trogulidae        | Anelasmocephalus | brignolii              | J. Martens and C. Chemini                                | 1988 |
| Arachnida | Opiliones     | Trogulidae        | Anelasmocephalus | calcaneatus            | J. Martens and C. Chemini                                | 1988 |
| Arachnida | Opiliones     | Trogulidae        | Anelasmocephalus | hadzii                 | J. Martens                                               | 1978 |
| Arachnida | Opiliones     | Trogulidae        | Anelasmocephalus | osellai                | J. Martens and C. Chemini                                | 1988 |
| Arachnida | Opiliones     | Trogulidae        | Anelasmocephalus | pyrenaicus             | J. Martens                                               | 1978 |
| Arachnida | Opiliones     | Trogulidae        | Anelasmocephalus | tenuiglandis           | J. Martens and C. Chemini                                | 1988 |
| Arachnida | Opiliones     | Trogulidae        | Anelasmocephalus | tuscus                 | J. Martens and C. Chemini                                | 1988 |
| Arachnida | Opiliones     | Nemastomatidae    | Asiolasma        | billsheari             | J. Martens                                               | 2019 |
| Arachnida | Opiliones     | Nemastomatidae    | Asiolasma        | juergengruberi         | J. Martens                                               | 2019 |
| Arachnida | Opiliones     | Nemastomatidae    | Asiolasma        | schwendingeri          | J. Martens                                               | 2019 |
| Arachnida | Opiliones     | Assamiidae        | Assaphalla       | peralata               | J. Martens                                               | 1977 |
| Arachnida | Opiliones     | Phalangodidae     | Ausobskya        | athos                  | J. Martens                                               | 1972 |
| Arachnida | Opiliones     | Biantidae         | Biantes          | annapurnae             | J. Martens                                               | 1978 |
| Arachnida | Opiliones     | Biantidae         | Biantes          | brevis                 | J. Martens                                               | 1978 |
| Arachnida | Opiliones     | Biantidae         | Biantes          | calyptroideus          | X. Gong, J. Martens and C. Zhang                         | 2020 |
| Arachnida | Opiliones     | Biantidae         | Biantes          | dilatatus              | J. Martens                                               | 1978 |
| Arachnida | Opiliones     | Biantidae         | Biantes          | gandaki                | J. Martens                                               | 1978 |
| Arachnida | Opiliones     | Biantidae         | Biantes          | gandakoides            | J. Martens                                               | 1978 |
| Arachnida | Opiliones     | Biantidae         | Biantes          | ganesh                 | J. Martens                                               | 1978 |
| Arachnida | Opiliones     | Biantidae         | Biantes          | godavari               | J. Martens                                               | 1978 |
| Arachnida | Opiliones     | Biantidae         | Biantes          | gurung                 | J. Martens                                               | 1978 |
| Arachnida | Opiliones     | Biantidae         | Biantes          | jirel                  | J. Martens                                               | 1978 |
| Arachnida | Opiliones     | Biantidae         | Biantes          | kathmandicus           | J. Martens                                               | 1978 |
| Arachnida | Opiliones     | Biantidae         | Biantes          | magar                  | J. Martens                                               | 1978 |
| Arachnida | Opiliones     | Biantidae         | Biantes          | newar                  | J. Martens                                               | 1978 |
| Arachnida | Opiliones     | Biantidae         | Biantes          | pernepalicus           | J. Martens                                               | 1978 |
| Arachnida | Opiliones     | Biantidae         | Biantes          | rarensis               | J. Martens                                               | 1978 |
| Arachnida | Opiliones     | Biantidae         | Biantes          | sherpa                 | J. Martens                                               | 1978 |
| Arachnida | Opiliones     | Biantidae         | Biantes          | simplex                | J. Martens                                               | 1978 |
| Arachnida | Opiliones     | Biantidae         | Biantes          | spatulatus             | X. Gong, J. Martens and C. Zhang                         | 2020 |
| Arachnida | Opiliones     | Biantidae         | Biantes          | thakkhali              | J. Martens                                               | 1978 |
| Arachnida | Opiliones     | Biantidae         | Biantes          | thamang                | J. Martens                                               | 1978 |
| Arachnida | Opiliones     | Sandokanidae      | Biantoncopus     | fuscus                 | J. Martens and P. Schwendinger                           | 1998 |
| Arachnida | Opiliones     | Neogoveidae       | Brasiliogovea    | microphaga             | J. Martens                                               | 1969 |
| Arachnida | Opiliones     | Sandokanidae      | Caenoncopus      | affinis                | J. Martens and P. Schwendinger                           | 1998 |
| Arachnida | Opiliones     | Sandokanidae      | Caenoncopus      | tenuis                 | J. Martens and P. Schwendinger                           | 1998 |
| Arachnida | Opiliones     | Nemastomatidae    | Caucnemastoma    | golovatchi             | J. Martens                                               | 2006 |
| Arachnida | Opiliones     | Nemastomatidae    | Centetostoma     | juberthiei             | J. Martens                                               | 2011 |
| Arachnida | Opiliones     | Epedanidae        | Dhaulagirius     | altitudinalis          | J. Martens                                               | 1977 |
| Arachnida | Opiliones     | Epedanidae        | Euepedanus       | dashdamirovi           | C. Zhang and J. Martens                                  | 2020 |
| Arachnida | Opiliones     | Fissiphalliidae   | Fissiphallius    | spinulatus             | J. Martens                                               | 1987 |
| Arachnida | Opiliones     | Fissiphalliidae   | Fissiphallius    | sturmi                 | J. Martens                                               | 1987 |
| Arachnida | Opiliones     | Fissiphalliidae   | Fissiphallius    | sympatricus            | J. Martens                                               | 1987 |
| Arachnida | Opiliones     | Sclerosomatidae   | Gagrella         | annapurnica            | J. Martens                                               | 1987 |
| Arachnida | Opiliones     | Sclerosomatidae   | Gagrella         | franzi                 | J. Martens                                               | 1987 |
| Arachnida | Opiliones     | Sclerosomatidae   | Gagrella         | tinjurae               | J. Martens                                               | 1987 |
| Arachnida | Opiliones     | Nemastomatidae    | Giljarovia       | thoracocornuta         | J. Martens                                               | 2006 |
| Arachnida | Opiliones     | Nemastomatidae    | Giljarovia       | triangula              | J. Martens                                               | 2006 |
| Arachnida | Opiliones     | Nemastomatidae    | Giljarovia       | trianguloides          | J. Martens                                               | 2006 |
| Arachnida | Opiliones     | Nemastomatidae    | Giljarovia       | vestita                | J. Martens                                               | 2006 |
| Arachnida | Opiliones     | Sclerosomatidae   | Globulosoma      | gandakense             | J. Martens                                               | 1987 |
| Arachnida | Opiliones     | Sclerosomatidae   | Globulosoma      | montivaga              | J. Martens                                               | 1987 |
| Arachnida | Opiliones     | Sandokanidae      | Gnomulus         | annamiticus            | P. Schwendinger and J. Martens                           | 2006 |
| Arachnida | Opiliones     | Sandokanidae      | Gnomulus         | asli                   | J. Martens and P. Schwendinger                           | 1998 |
| Arachnida | Opiliones     | Sandokanidae      | Gnomulus         | bedoharvengorum        | P. Schwendinger and J. Martens                           | 2006 |
| Arachnida | Opiliones     | Sandokanidae      | Gnomulus         | coniceps               | J. Martens and P. Schwendinger                           | 1998 |
| Arachnida | Opiliones     | Sandokanidae      | Gnomulus         | crucifer               | J. Martens and P. Schwendinger                           | 1998 |
| Arachnida | Opiliones     | Sandokanidae      | Gnomulus         | dalat                  | P. Schwendinger and J. Martens                           | 2006 |
| Arachnida | Opiliones     | Sandokanidae      | Gnomulus         | hirsutus               | J. Martens and P. Schwendinger                           | 1998 |
| Arachnida | Opiliones     | Sandokanidae      | Gnomulus         | laruticus              | J. Martens and P. Schwendinger                           | 1998 |
| Arachnida | Opiliones     | Sandokanidae      | Gnomulus         | lemniscatus            | P. Schwendinger and J. Martens                           | 2006 |
| Arachnida | Opiliones     | Sandokanidae      | Gnomulus         | leyteensis             | J. Martens and P. Schwendinger                           | 1998 |
| Arachnida | Opiliones     | Sandokanidae      | Gnomulus         | maculatus              | J. Martens and P. Schwendinger                           | 1998 |
| Arachnida | Opiliones     | Sandokanidae      | Gnomulus         | saetosus               | P. Schwendinger and J. Martens                           | 2006 |
| Arachnida | Opiliones     | Phalangiidae      | Graecophalangium | cretaeum               | J. Martens                                               | 1966 |
| Arachnida | Opiliones     | Sclerosomatidae   | Granulosoma      | dissimile              | J. Martens                                               | 2018 |
| Arachnida | Opiliones     | Sclerosomatidae   | Granulosoma      | umidulum               | J. Martens                                               | 1973 |
| Arachnida | Opiliones     | Sclerosomatidae   | Gyoides          | gandaki                | J. Martens                                               | 1982 |
| Arachnida | Opiliones     | Sclerosomatidae   | Gyoides          | geometricus            | J. Martens                                               | 1982 |
| Arachnida | Opiliones     | Sclerosomatidae   | Gyoides          | himaldispersus         | J. Martens                                               | 1982 |
| Arachnida | Opiliones     | Sclerosomatidae   | Gyoides          | maximus                | J. Martens                                               | 1982 |
| Arachnida | Opiliones     | Sclerosomatidae   | Gyoides          | rivorum                | J. Martens                                               | 1982 |
| Arachnida | Opiliones     | Sclerosomatidae   | Gyoides          | tibiouncinatus         | J. Martens                                               | 1982 |
| Arachnida | Opiliones     | Sclerosomatidae   | Harmanda         | arunensis              | J. Martens                                               | 1987 |
| Arachnida | Opiliones     | Sclerosomatidae   | Harmanda         | beroni                 | J. Martens                                               | 1987 |
| Arachnida | Opiliones     | Sclerosomatidae   | Harmanda         | corrugata              | J. Martens                                               | 1987 |
| Arachnida | Opiliones     | Sclerosomatidae   | Harmanda         | instructa bhutanensis  | J. Martens                                               | 1987 |
| Arachnida | Opiliones     | Sclerosomatidae   | Harmanda         | instructa lineatocoxa  | J. Martens                                               | 1987 |
| Arachnida | Opiliones     | Sclerosomatidae   | Harmanda         | khumbua                | J. Martens                                               | 1987 |
| Arachnida | Opiliones     | Sclerosomatidae   | Harmanda         | latephippiata          | J. Martens                                               | 1987 |
| Arachnida | Opiliones     | Sclerosomatidae   | Harmanda         | medioimmicans          | J. Martens                                               | 1987 |
| Arachnida | Opiliones     | Sclerosomatidae   | Harmanda         | nigrolineata           | J. Martens                                               | 1987 |
| Arachnida | Opiliones     | Sclerosomatidae   | Harmanda         | periscopos             | J. Martens                                               | 2018 |
| Arachnida | Opiliones     | Sclerosomatidae   | Himaldroma       | altus                  | J. Martens                                               | 1987 |
| Arachnida | Opiliones     | Sclerosomatidae   | Himaldroma       | pineti                 | J. Martens                                               | 1987 |
| Arachnida | Opiliones     | Phalangiidae      | Himalphalangium  | curvatum               | J. Martens                                               | 2018 |
| Arachnida | Opiliones     | Phalangiidae      | Himalphalangium  | dolpoense              | J. Martens                                               | 1973 |
| Arachnida | Opiliones     | Phalangiidae      | Himalphalangium  | suzukii                | J. Martens                                               | 1973 |
| Arachnida | Opiliones     | Phalangiidae      | Himalphalanglum  | unistriatum            | J. Martens                                               | 1973 |
| Arachnida | Opiliones     | Sclerosomatidae   | Himalzaleptus    | quinqueconicus         | J. Martens                                               | 1987 |
| Arachnida | Opiliones     | Cladonychiidae    | Holoscotolemon   | lessiniense            | J. Martens                                               | 1978 |
| Arachnida | Opiliones     | Cladonychiidae    | Holoscotolemon   | oreophilum             | J. Martens                                               | 1978 |
| Arachnida | Opiliones     | Ischyropsalididae | Ischyropsalis    | alpinula               | J. Martens                                               | 1978 |
| Arachnida | Opiliones     | Ischyropsalididae | Ischyropsalis    | lithoclasica           | A. Schoenhofer and J. Martens                            | 2010 |
| Arachnida | Opiliones     | Sclerosomatidae   | Leiobunum        | apenninicum            | J. Martens                                               | 1969 |
| Arachnida | Opiliones     | Podoctidae        | Leytpodoctis     | oviger                 | J. Martens                                               | 1993 |
| Arachnida | Opiliones     | Nemastomatidae    | Mediostoma       | armatum                | J. Martens                                               | 2006 |
| Arachnida | Opiliones     | Nemastomatidae    | Mediostoma       | nigrum                 | J. Martens                                               | 2006 |
| Arachnida | Opiliones     | Nemastomatidae    | Mediostoma       | variabile              | J. Martens                                               | 2006 |
| Arachnida | Opiliones     | Neogoveidae       | Metagovea        | oviformis              | J. Martens                                               | 1969 |
| Arachnida | Opiliones     | Sclerosomatidae   | Metaverpulus     | bhutanicus             | J. Martens                                               | 1987 |
| Arachnida | Opiliones     | Sclerosomatidae   | Metaverpulus     | kanchensis             | J. Martens                                               | 1987 |
| Arachnida | Opiliones     | Sclerosomatidae   | Metaverpulus     | multidentatus          | J. Martens                                               | 2015 |
| Arachnida | Opiliones     | Sclerosomatidae   | Metaverpulus     | persimilis             | J. Martens                                               | 1987 |
| Arachnida | Opiliones     | Assamiidae        | Micrassamula     | jumlensis              | J. Martens                                               | 1977 |
| Arachnida | Opiliones     | Assamiidae        | Micrassamula     | thak                   | J. Martens                                               | 1977 |
| Arachnida | Opiliones     | Sclerosomatidae   | Nelima           | adelheidiana           | J. Martens                                               | 1965 |
| Arachnida | Opiliones     | Sclerosomatidae   | Nelima           | hispana                | J. Martens                                               | 1969 |
| Arachnida | Opiliones     | Sclerosomatidae   | Nelima           | ponticoides            | J. Martens                                               | 1969 |
| Arachnida | Opiliones     | Sclerosomatidae   | Nelima           | recurvipenis           | J. Martens                                               | 1969 |
| Arachnida | Araneae       | Agelenidae        | Draconarius      | bifarius               | P.X. Wang and J. Martens                                 | 2009 |
| Arachnida | Araneae       | Agelenidae        | Draconarius      | brevicarenos           | P.X. Wang and J. Martens                                 | 2009 |
| Arachnida | Araneae       | Agelenidae        | Draconarius      | condocephalus          | P.X. Wang and J. Martens                                 | 2009 |
| Arachnida | Araneae       | Agelenidae        | Draconarius      | cylindratus            | P.X. Wang and J. Martens                                 | 2009 |
| Arachnida | Araneae       | Agelenidae        | Draconarius      | subconfusus            | P.X. Wang and J. Martens                                 | 2009 |
| Arachnida | Araneae       | Agelenidae        | Draconarius      | sacculus               | P.X. Wang and J. Martens                                 | 2009 |
| Arachnida | Araneae       | Agelenidae        | Draconarius      | panchtharensis         | P.X. Wang and J. Martens                                 | 2009 |
| Arachnida | Araneae       | Agelenidae        | Draconarius      | subrotundus            | P.X. Wang and J. Martens                                 | 2009 |
| Arachnida | Araneae       | Agelenidae        | Draconarius      | taplejungensis         | P.X. Wang and J. Martens                                 | 2009 |
| Arachnida | Araneae       | Agelenidae        | Draconarius      | testudinatus           | P.X. Wang and J. Martens                                 | 2009 |
| Arachnida | Araneae       | Agelenidae        | Draconarius      | tinjuraensis           | P.X. Wang and J. Martens                                 | 2009 |
| Arachnida | Araneae       | Agelenidae        | Draconarius      | latiforus              | P.X. Wang and J. Martens                                 | 2009 |
| Arachnida | Araneae       | Agelenidae        | Draconarius      | tritos                 | P.X. Wang and J. Martens                                 | 2009 |
| Arachnida | Araneae       | Agelenidae        | Draconarius      | phulchokiensis         | P.X. Wang and J. Martens                                 | 2009 |
| Arachnida | Araneae       | Agelenidae        | Draconarius      | pseudomeganiger        | P.X. Wang and J. Martens                                 | 2009 |
| Arachnida | Opiliones     | Nemastomatidae    | Nemaspela        | femorecurvata          | J. Martens                                               | 2006 |
| Arachnida | Araneae       | Agelenidae        | Draconarius      | confusus               | P.X. Wang and J. Martens                                 | 2009 |
| Arachnida | Araneae       | Agelenidae        | Draconarius      | dorsicephalus          | P.X. Wang and J. Martens                                 | 2009 |
| Arachnida | Araneae       | Agelenidae        | Draconarius      | semicirculus           | P.X. Wang and J. Martens                                 | 2009 |
| Arachnida | Araneae       | Agelenidae        | Draconarius      | subepisomos            | P.X. Wang and J. Martens                                 | 2009 |
| Arachnida | Araneae       | Agelenidae        | Draconarius      | pseudogurkha           | P.X. Wang and J. Martens                                 | 2009 |
| Arachnida | Araneae       | Agelenidae        | Draconarius      | seorsus                | P.X. Wang and J. Martens                                 | 2009 |
| Arachnida | Araneae       | Agelenidae        | Draconarius      | gorkhaensis            | P.X. Wang and J. Martens                                 | 2009 |
| Arachnida | Araneae       | Agelenidae        | Draconarius      | schawalleri            | P.X. Wang and J. Martens                                 | 2009 |
| Arachnida | Opiliones     | Nemastomatidae    | Nemastoma        | bidentatum relictum    | J. Gruber and J. Martens                                 | 1968 |
| Arachnida | Opiliones     | Nemastomatidae    | Nemastoma        | bidentatum sparsum     | J. Gruber and J. Martens                                 | 1968 |
| Arachnida | Opiliones     | Nemastomatidae    | Nemastoma        | schuelleri             | J. Gruber and J. Martens                                 | 1968 |
| Arachnida | Opiliones     | Nemastomatidae    | Nemastoma        | transsylvanicum        | J. Gruber and J. Martens                                 | 1968 |
| Arachnida | Opiliones     | Sclerosomatidae   | Nepalgrella      | kortaliensis           | J. Martens                                               | 1987 |
| Arachnida | Araneae       | Agelenidae        | Draconarius      | spinosus               | P.X. Wang and J. Martens                                 | 2009 |
| Arachnida | Araneae       | Agelenidae        | Draconarius      | beloniforis            | P.X. Wang and J. Martens                                 | 2009 |
| Arachnida | Araneae       | Agelenidae        | Draconarius      | dapaensis              | P.X. Wang and J. Martens                                 | 2009 |
| Arachnida | Araneae       | Agelenidae        | Draconarius      | simplicifolis          | P.X. Wang and J. Martens                                 | 2009 |
| Arachnida | Araneae       | Agelenidae        | Draconarius      | meganiger              | P.X. Wang and J. Martens                                 | 2009 |
| Arachnida | Araneae       | Agelenidae        | Draconarius      | microcoelotes          | P.X. Wang and J. Martens                                 | 2009 |
| Arachnida | Araneae       | Agelenidae        | Draconarius      | contiguus              | P.X. Wang and J. Martens                                 | 2009 |
| Arachnida | Araneae       | Agelenidae        | Draconarius      | capitellus             | P.X. Wang and J. Martens                                 | 2009 |
| Arachnida | Araneae       | Agelenidae        | Draconarius      | communis               | P.X. Wang and J. Martens                                 | 2009 |
| Arachnida | Opiliones     | Sclerosomatidae   | Nepalgrella      | yamputhini             | J. Martens                                               | 1987 |
| Arachnida | Araneae       | Agelenidae        | Draconarius      | distinctus             | P.X. Wang and J. Martens                                 | 2009 |
| Arachnida | Araneae       | Agelenidae        | Draconarius      | paraepisomos           | P.X. Wang and J. Martens                                 | 2009 |
| Arachnida | Araneae       | Agelenidae        | Draconarius      | volutobursarius        | P.X. Wang and J. Martens                                 | 2009 |
| Arachnida | Opiliones     | Sclerosomatidae   | Nepalkanchia     | pluviosilvestris       | J. Martens                                               | 1987 |
| Arachnida | Opiliones     | Sclerosomatidae   | Nepalkanchia     | silvicola              | J. Martens                                               | 1987 |
| Arachnida | Opiliones     | Assamiidae        | Nepalsia         | betula                 | J. Martens                                               | 1977 |
| Arachnida | Opiliones     | Assamiidae        | Nepalsia         | picea                  | J. Martens                                               | 1973 |
| Arachnida | Opiliones     | Assamiidae        | Nepalsia         | rhododendron           | J. Martens                                               | 1977 |
| Arachnida | Opiliones     | Assamiidae        | Nepalsioides     | angusta                | J. Martens                                               | 1977 |
| Arachnida | Opiliones     | Assamiidae        | Nepalsioides     | thodunga               | J. Martens                                               | 1973 |
| Arachnida | Opiliones     | Nipponopsalididae | Nipponopsalis    | abei                   | J. Martens and S. Suzuki                                 | 1966 |
| Arachnida | Opiliones     | Sandokanidae      | Oncopus          | expatriatus            | P. Schwendinger and J. Martens                           | 2004 |
| Arachnida | Opiliones     | Sandokanidae      | Oncopus          | malayanus              | P. Schwendinger and J. Martens                           | 2004 |
| Arachnida | Opiliones     | Sandokanidae      | Oncopus          | tiomanensis            | P. Schwendinger and J. Martens                           | 2004 |
| Arachnida | Opiliones     | Phalangiidae      | Opilio           | himalincola            | J. Martens                                               | 1973 |
| Arachnida | Opiliones     | Sandokanidae      | Palaeoncopus     | gunung                 | J. Martens and P. Schwendinger                           | 1998 |
| Arachnida | Opiliones     | Sandokanidae      | Palaeoncopus     | katik                  | J. Martens and P. Schwendinger                           | 1998 |
| Arachnida | Opiliones     | Sandokanidae      | Palaeoncopus     | kerdil                 | J. Martens and P. Schwendinger                           | 1998 |
| Arachnida | Opiliones     | Nemastomatidae    | Paranemastoma    | iranicum               | J. Martens                                               | 2006 |
| Arachnida | Opiliones     | Assamiidae        | Pashokia         | maxima                 | J. Martens                                               | 1977 |
| Arachnida | Opiliones     | Assamiidae        | Pashokia         | mutatrix               | J. Martens                                               | 1977 |
| Arachnida | Opiliones     | Assamiidae        | Pashokia         | silhavyi               | J. Martens                                               | 1977 |
| Arachnida | Opiliones     | Sandokanidae      | Pelitnus         | hyatti                 | J. Martens                                               | 1977 |
| Arachnida | Opiliones     | Phalangiidae      | Platybunus       | alpinorelictus         | J. Martens                                               | 1978 |
| Arachnida | Opiliones     | Epedanidae        | Plistobunus      | jaegeri                | C. Zhang and J. Martens                                  | 2020 |
| Arachnida | Opiliones     | Sclerosomatidae   | Pokhara          | kathmandica            | J. Martens                                               | 1978 |
| Arachnida | Opiliones     | Sclerosomatidae   | Pokhara          | minuta                 | J. Martens                                               | 1977 |
| Arachnida | Opiliones     | Sclerosomatidae   | Pokhara          | occidentalis           | J. Martens                                               | 1987 |
| Arachnida | Opiliones     | Sclerosomatidae   | Pokhara          | quadriconica           | J. Martens                                               | 1987 |
| Arachnida | Opiliones     | Sclerosomatidae   | Pokhara          | trisulensis            | J. Martens                                               | 1987 |
| Arachnida | Opiliones     | Sclerosomatidae   | Pokhara          | uenoi                  | J. Martens                                               | 1987 |
| Arachnida | Opiliones     | Assamiidae        | Propygoplus      | siwalik                | J. Martens                                               | 1977 |
| Arachnida | Opiliones     | Sclerosomatidae   | Pseudastrobunus  | perpusillus            | J. Martens                                               | 1973 |
| Arachnida | Opiliones     | Sclerosomatidae   | Rongsharia       | dhaulagirica           | J. Martens                                               | 1982 |
| Arachnida | Opiliones     | Sclerosomatidae   | Rongsharia       | dispersa               | J. Martens                                               | 1982 |
| Arachnida | Opiliones     | Sabaconidae       | Sabacon          | aigoual                | J. Martens                                               | 2015 |
| Arachnida | Opiliones     | Sabaconidae       | Sabacon          | altomontanus           | J. Martens                                               | 1983 |
| Arachnida | Opiliones     | Sabaconidae       | Sabacon          | beatae                 | J. Martens                                               | 2015 |
| Arachnida | Opiliones     | Sabaconidae       | Sabacon          | beishanensis           | J. Martens                                               | 2015 |
| Arachnida | Opiliones     | Sabaconidae       | Sabacon          | chomolongmae           | J. Martens                                               | 1972 |
| Arachnida | Opiliones     | Sabaconidae       | Sabacon          | dhaulagiri             | J. Martens                                               | 1972 |
| Arachnida | Opiliones     | Sabaconidae       | Sabacon          | jaegeri                | J. Martens                                               | 2015 |
| Arachnida | Opiliones     | Sabaconidae       | Sabacon          | jiriensis              | J. Martens                                               | 1972 |
| Arachnida | Opiliones     | Sabaconidae       | Sabacon          | kangding               | J. Martens                                               | 2015 |
| Arachnida | Opiliones     | Sabaconidae       | Sabacon          | maipokhari             | J. Martens                                               | 2015 |
| Arachnida | Opiliones     | Sabaconidae       | Sabacon          | minshanensis           | J. Martens                                               | 2015 |
| Arachnida | Opiliones     | Sabaconidae       | Sabacon          | minutissimus           | J. Martens                                               | 2015 |
| Arachnida | Opiliones     | Sabaconidae       | Sabacon          | monacanthus            | L. Zhao, J. Martens and C. Zhang                         | 2018 |
| Arachnida | Opiliones     | Sabaconidae       | Sabacon          | multiserratus          | J. Martens                                               | 2015 |
| Arachnida | Opiliones     | Sabaconidae       | Sabacon          | nishikawai             | J. Martens                                               | 2015 |
| Arachnida | Opiliones     | Sabaconidae       | Sabacon          | palpogranulatus        | J. Martens                                               | 1972 |
| Arachnida | Opiliones     | Sabaconidae       | Sabacon          | pauperoserratus        | J. Martens                                               | 2015 |
| Arachnida | Opiliones     | Sabaconidae       | Sabacon          | petarberoni            | J. Martens                                               | 2015 |
| Arachnida | Opiliones     | Sabaconidae       | Sabacon          | picosantrum            | J. Martens                                               | 1983 |
| Arachnida | Opiliones     | Sabaconidae       | Sabacon          | relictoides            | J. Martens                                               | 2015 |
| Arachnida | Opiliones     | Sabaconidae       | Sabacon          | relictus               | J. Martens                                               | 1972 |
| Arachnida | Opiliones     | Sabaconidae       | Sabacon          | rossopacificus         | J. Martens                                               | 2015 |
| Arachnida | Opiliones     | Sabaconidae       | Sabacon          | rupinala               | J. Martens                                               | 2015 |
| Arachnida | Opiliones     | Sabaconidae       | Sabacon          | schawalleri            | J. Martens                                               | 2015 |
| Arachnida | Opiliones     | Sabaconidae       | Sabacon          | sergeidedicatus        | J. Martens                                               | 1989 |
| Arachnida | Opiliones     | Sabaconidae       | Sabacon          | simbuakhola            | J. Martens                                               | 2015 |
| Arachnida | Opiliones     | Sabaconidae       | Sabacon          | sineglandula           | J. Martens                                               | 2015 |
| Arachnida | Opiliones     | Sabaconidae       | Sabacon          | suzukii                | L. Zhao, J. Martens and C. Zhang                         | 2018 |
| Arachnida | Opiliones     | Sabaconidae       | Sabacon          | thakkolanus            | J. Martens                                               | 2015 |
| Arachnida | Opiliones     | Sabaconidae       | Sabacon          | unicornis              | J. Martens                                               | 1972 |
| Arachnida | Opiliones     | Sabaconidae       | Sabacon          | viscayanus ramblaianus | J. Martens                                               | 1983 |
| Arachnida | Opiliones     | Nemastomatidae    | Saccarella       | schilleri              | A. Schoenhofer and J. Martens                            | 2012 |
| Arachnida | Opiliones     | Sclerosomatidae   | Sericicorpus     | nigrum                 | J. Martens                                               | 1987 |
| Arachnida | Opiliones     | Nemastomatidae    | Sinostoma        | yunnanicum             | J. Martens                                               | 2016 |
| Arachnida | Opiliones     | Nemastomatidae    | Starengovia      | ivanloebli             | J. Martens                                               | 2017 |
| Arachnida | Opiliones     | Nemastomatidae    | Starengovia      | quadrituberculata      | C. Zhang and J. Martens                                  | 2018 |
| Arachnida | Opiliones     | Suthepiidae       | Suthepia         | inermis                | J. Martens                                               | 2020 |
| Arachnida | Opiliones     | Epedanidae        | Toccolus         | kuryi                  | C. Zhang and J. Martens                                  | 2020 |
| Arachnida | Opiliones     | Trogulidae        | Trogulus         | balearicus             | A. Schoenhofer and J. Martens                            | 2008 |
| Arachnida | Opiliones     | Trogulidae        | Trogulus         | cisalpinus             | C. Chemini and J. Martens                                | 1988 |
| Arachnida | Opiliones     | Trogulidae        | Trogulus         | huberi                 | A. Schoenhofer and J. Martens                            | 2008 |
| Arachnida | Opiliones     | Trogulidae        | Trogulus         | karamanorum            | A. Schoenhofer and J. Martens                            | 2009 |
| Arachnida | Opiliones     | Trogulidae        | Trogulus         | megaligrava            | A. Schoenhofer, I. Karaman and J. Martens                | 2013 |
| Arachnida | Opiliones     | Trogulidae        | Trogulus         | melitensis             | A. Schoenhofer and J. Martens                            | 2009 |
| Arachnida | Opiliones     | Trogulidae        | Trogulus         | ozimeci                | A. Schoenhofer, I. Karaman and J. Martens                | 2013 |
| Arachnida | Opiliones     | Trogulidae        | Trogulus         | pharensis              | A. Schoenhofer and J. Martens                            | 2009 |
| Arachnida | Opiliones     | Trogulidae        | Trogulus         | prietoi                | A. Schoenhofer and J. Martens                            | 2008 |
| Arachnida | Opiliones     | Trogulidae        | Trogulus         | pyrenaicus             | A. Schoenhofer and J. Martens                            | 2008 |
| Arachnida | Opiliones     | Trogulidae        | Trogulus         | tenuitarsus            | A. Schoenhofer, I. Karaman and J. Martens                | 2013 |
| Arachnida | Opiliones     | Trogulidae        | Trogulus         | thaleri                | A. Schoenhofer and J. Martens                            | 2009 |
| Arachnida | Opiliones     | Nemastomatidae    | Vestiferum       | alatum                 | J. Martens                                               | 2006 |
| Arachnida | Opiliones     | Sclerosomatidae   | Xerogrella       | dolpensis              | J. Martens                                               | 1987 |
| Arachnida | Opiliones     | Sclerosomatidae   | Zaleptiolus      | ater                   | J. Martens                                               | 1987 |
| Arachnida | Opiliones     | Phalangiidae      | Megabunus        | vignai                 | J. Martens                                               | 1978 |
| Arachnida | Opiliones     | Phalangiidae      | Metaplatybunus   | petrophilus            | J. Martens                                               | 1965 |
| Arachnida | Opiliones     | Sandokanidae      | Gnomulus         | carinatus              | P. Schwendinger and J. Martens                           | 2002 |
| Arachnida | Opiliones     | Sandokanidae      | Gnomulus         | claviger               | P. Schwendinger and J. Martens                           | 2002 |
| Arachnida | Opiliones     | Sandokanidae      | Gnomulus         | crassipes              | P. Schwendinger and J. Martens                           | 2002 |
| Arachnida | Opiliones     | Sandokanidae      | Gnomulus         | exsudans               | P. Schwendinger and J. Martens                           | 2002 |
| Arachnida | Opiliones     | Sandokanidae      | Gnomulus         | hamatus                | P. Schwendinger and J. Martens                           | 2002 |
| Arachnida | Opiliones     | Sandokanidae      | Gnomulus         | hutan                  | P. Schwendinger and J. Martens                           | 2002 |
| Arachnida | Opiliones     | Sandokanidae      | Gnomulus         | javanicus              | P. Schwendinger and J. Martens                           | 2002 |
| Arachnida | Opiliones     | Sandokanidae      | Gnomulus         | latoperculum           | P. Schwendinger and J. Martens                           | 2002 |
| Arachnida | Opiliones     | Sandokanidae      | Gnomulus         | leofeae                | P. Schwendinger and J. Martens                           | 2002 |
| Arachnida | Opiliones     | Sandokanidae      | Gnomulus         | lomani                 | P. Schwendinger and J. Martens                           | 2002 |
| Arachnida | Opiliones     | Sandokanidae      | Gnomulus         | marginatus             | P. Schwendinger and J. Martens                           | 2002 |
| Arachnida | Opiliones     | Sandokanidae      | Gnomulus         | matabesar              | P. Schwendinger and J. Martens                           | 2002 |
| Arachnida | Opiliones     | Sandokanidae      | Gnomulus         | monticola              | P. Schwendinger and J. Martens                           | 2002 |
| Arachnida | Opiliones     | Sandokanidae      | Gnomulus         | obscurus               | P. Schwendinger and J. Martens                           | 2002 |
| Arachnida | Opiliones     | Sandokanidae      | Gnomulus         | pilosus                | P. Schwendinger and J. Martens                           | 2002 |
| Arachnida | Opiliones     | Sandokanidae      | Gnomulus         | rostratoideus          | P. Schwendinger and J. Martens                           | 2002 |
| Arachnida | Opiliones     | Sandokanidae      | Gnomulus         | ryssie                 | P. Schwendinger and J. Martens                           | 2002 |
| Arachnida | Opiliones     | Sandokanidae      | Gnomulus         | sinensis               | P. Schwendinger and J. Martens                           | 2002 |
| Arachnida | Opiliones     | Sandokanidae      | Gnomulus         | spiniceps              | P. Schwendinger and J. Martens                           | 2002 |
| Arachnida | Opiliones     | Sandokanidae      | Gnomulus         | tuberculatus           | P. Schwendinger and J. Martens                           | 2002 |
| Arachnida | Opiliones     | Sandokanidae      | Gnomulus         | tumidifrons            | P. Schwendinger and J. Martens                           | 2002 |
| Aves      | Passeriformes | Pnoepygidae       | Pnoepyga         | immaculata             | J. Martens and S. Eck                                    | 1991 |
| Aves      | Passeriformes | Phylloscopidae    | Seicercus        | omeiensis              | J. Martens, S. Eck, M. Päckert and Y.-H. Sun             | 1999 |
| Aves      | Passeriformes | Regulidae         | Regulus          | regulus ellenthalerae  | M. Päckert, C. Dietzen, J. Martens, M. Wink and L. Kvist | 2006 |
| Aves      | Passeriformes | Paridae           | Periparus        | ater eckodedicatus     | J. Martens, T. Tietze and Y.-H. Sun                      | 2006 |
| Aves      | Passeriformes | Phylloscopidae    | Phylloscopus     | occisinensis           | J. Martens, Y.-H. Sun and M. Päckert                     | 2008 |
| Aves      | Passeriformes | Phylloscopidae    | Phylloscopus     | affinis perflavus      | J. Martens, Y.-H. Sun and M. Päckert                     | 2008 |
| Aves      | Passeriformes | Emberizidae       | Emberiza         | cia flemingorum        | J. Martens                                               | 1972 |
| Arachnida | Opiliones     | Phalangiidae      | Kalliste         | pavonum                | J. Martens                                               | 2018 |
| Arachnida | Opiliones     | Sclerosomatidae   | Thunbergiae      | gretae                 | J. Martens                                               | 2020 |

### Ornithologie
- Martens, J. (1963) Offenes Gelände als Brutbiotop von Mäusebussard (Buteo buteo) und Schwarzem Milan (Milvus migrans). Anzeiger der ornithologischen Gesellschaft in Bayern, 6, 454–458.
- Martens, J. (1964) Zur Nahrungsaufnahme der Weihen (Circus). Vogelwelt, 85, 26–27.
- Martens, J. (1965) Der Einflug der Beutelmeise (Remiz pendulinus) nach Mitteleuropa im Herbst 1961. Vogelwarte, 23, 12–19.
- Kinzelbach, R. & Martens, J. (1965) Die Beutelmeise am Oberrhein. Journal für Ornithologie, 105, 137–148. doi:10.1007/BF01670986
- Kinzelbach, R. & Martens, J. (1965) Zur Kenntnis der Vögel von Karpathos (Südliche Ägäis). Bonner Zoologische Beiträge, 16, 50–91.
- Martens, J. (1966) Bemerkung (und Berichtigung) zu Remiz. Limosa, 39, 148.
- Martens, J. (1966) Brutvorkommen und Zugverhalten des Weißstorchs (C. ciconia) in Griechenland. Vogelwarte, 23, 191–208.
- Bauer, W., Helversen, O. v., Hodge, M. & Martens, J. (1969) Bemerkenswerte Brutnachweise aus Griechenland. Journal für Ornithologie, 110, 79–89. doi:10.1007/BF01671140
- Bauer, W., Helversen, O. v., Hodge, M. & Martens, J. (1969) Catalogus Faunae Graeciae (A Kanellis, Ed.), Pars II, Aves, 203 pp.
- Martens, J. (1971) Zur Kenntnis des Vogelzuges im nepalischen Himalaya. Vogelwarte, 26, 113–128.
- Martens, J. (1971) Artstatus von Parus rufonuchalis Blyth. Journal für Ornithologie, 112, 451–458. doi:10.1007/BF01640578
- Martens, J. (1972) Brutverbreitung paläarktischer Vögel im Nepal-Himalaya. Bonner Zoologische Beiträge, 23, 95–121.
- Diesselhorst, G. & Martens, J. (1972) Hybriden von Parus melanolophus und P. ater im Nepal-Himalaya. Journal für Ornithologie, 113, 374–390. doi:10.1007/BF01647601
- Martens, J. (1975) Akustische Differenzierung verwandtschaftlicher Beziehungen in der Parus (Periparus)-Gruppe nach Untersuchungen im Nepal-Himalaya. Journal für Ornithologie, 116, 369–433. doi:10.1007/BF01649279
- Martens, J. (1975) Verbreitung, Biotop und Gesang des Bambusseidensängers (Cettia acanthizoides) in Nepal. Bonner Zoologische Beiträge, 26, 164–174.
- Martens, J. (1978) Akustische Differenzierung asiatischer Arten der Gattung Phylloscopus. Verhandlungen der Deutschen Zoologischen Gesellschaft, 1978, 183.
- Martens, J. (1979) Ornithogeography of the Himalayas. Comptes rendus de Table Ronde tenue à l’Université Paul-Sabatier à Toulouse, 27–28. April1979, pp. 75–85.
- Martens, J. (1979) Gesang und Verwandtschaft des Steinortolan (Emberiza buchanani). Natur und Museum, 109, 337–343.
- Martens, J. (1980) Lautäußerungen, verwandtschaftliche Beziehungen und Verbreitungsgeschichte asiatischer Laubsänger (Phylloscopus). Advances in Ethology, 22, 1–71.
- Martens, J. (1981) Lautäußerungen der Baumläufer des Himalaya und zur akustischen Evolution in der Gattung Certhia. Behaviour, 77, 287–318. doi:10.1163/156853981X00428
- Martens, J. & Hänel, S. (1981) Gesangsformen und Verwandtschaft der asiatischen Zilpzalpe Phylloscopus collybita abietinus und P. c. sindianus. Journal für Ornithologie, 122, 403–427. doi:10.1007/BF01652928
- Martens, J. (1982) Ringförmige Arealüberschneidung und Artbildung beim Zilpzalp, Phylloscopus collybita. Das lorenzii-Problem. Zeitschrift für zoologische Systematik und Evolutionsforschung, 20, 82–100. doi:10.1111/j.1439-0469.1983.tb00254.x
- Helb, H.-W., Bergmann, H.-H. & Martens, J. (1982) Acoustic differences between populations of western and eastern Bonelli’s Warblers (Phylloscopus bonelli, Sylviidae). Experientia, 38, 356–357. doi:10.1007/BF01949390
- Dubois, A. & Martens, J. (1984) A case of possible vocal convergence between frogs and a bird in Himalayan torrents. Journal für Ornithologie, 125, 455–463. doi:10.1007/BF01640137
- Martens, J. (1985) Speciation and the development of Himalayan avifaunas. Proceedings 18. Congressus internationalis Ornithologicus, Moscow, 1, 358–372.
- Martens, J. & Geduldig, G. (1988) Akustische Barrieren beim Waldbaumläufer (Certhia familiaris)? Journal für Ornithologie, 29, 417–432. doi:10.1007/BF01644485
- Martens, J. (1988) Phylloscopus borealoides Portenko ein verkannter Laubsänger der Ost-Paläarktis. Journal für Ornithologie, 129, 343–351. doi:10.1007/BF01643375
- Martens, J. & Meincke, C. (1989) Der sibirische Zilpzalp (Phylloscopus collybita tristis) Gesang und Reaktion einer mitteleuropäischen Population im Freilandversuch. Journal für Ornithologie, 130, 455–473. doi:10.1007/BF01918465
- Martens, J. & Geduldig, G. (1990) Acoustic adaptations of birds living close to Himalayan torrents. Proceedings of the International 100. DO-G Meeting, Current topics avian biology, Bonn 1988, 123–131.
- Schottler, B. & Martens, J. (1991) Akustische Differenzierung der Blaumeisen (Parus caeruleus) der Kanarischen Inseln. Verhandlungen der Deutschen Zoologischen Gesellschaft, 84, 448–449.
- Martens, J. & Eck, S. (1991) Pnoepyga immaculata n. sp., eine neue bodenbewohnende Timalie aus dem Nepal-Himalaya. Journal für Ornithologie, 132, 179–198. doi:10.1007/BF01647276
- Schottler, B. & Martens, J. (1992) Alarmrufe kanarischer Blaumeisen (Parus caeruleus) ein Beitrag zur intraspezifischen Diversität. Verhandlungen der Deutschen Zoologischen Gesellschaft, 85 (1), 192.
- Martens, J. (1992) Die holarktischen Weidenmeisen (Parus atricapillus s. l.) Gesangsdifferenzierung und Ausbreitungsgeschichte. Verhandlungen der Deutschen Zoologischen Gesellschaft, 85 (1), 190.
- Martens, J. & Gebauer, A. (1993) Bemerkungen zur Biologie, Stimme und Verwandtschaft der Weißbrauenmeise (Parus superciliosus). Zoologische Abhandlungen, Staatliches Museum für Tierkunde Dresden, 47, 213–222.
- Martens, J. & Nazarenko, A.A. (1993) Microevolution of eastern palaearctic Grey tits as indicated by their vocalizations (Parus [Poecile]: Paridae, Aves) I. Parus montanus. Zeitschrift für zoologische Systematik und Evolutionsforschung, 31, 127–143. doi:10.1111/j.1439-0469.1993.tb00185.x
- Martens, J. (1993) Lautäußerungen von Singvögeln und die Entstehung neuer Arten. Forschungsmagazin Universität Mainz, 9, 34–44.
- Henning, F., Schottler, B. & Martens, J. (1994) Song and call differentiation of the Canary Islands’s Chiffchaffs. Journal für Ornithologie, 135 (special issue), 161. doi:10.1080/09524622.1995.9753280
- Martens, J. (1994) Vocalizations and microevolution of Eurasian Willow tits Parus montanus. Journal für Ornithologie, 135 (special issue), 165.
- Martens, J., Petri, B., Nazarenko, A.A. & Valchuk, O. (1994) Great tit vocalizations in the Amur Hybrid Zone. Journal für Ornithologie, 135 (special issue), 166.
- Henning, F., Schottler, B. & Martens, J. (1994) Inselspezifische Rufe Kanarischer Zilpzalpe (Phylloscopus collybita canariensis). Verhandlungen der Deutschen Zoologischen Gesellschaft, 87 (1), 43.
- Martens, J. & Eck, S. (1995) Towards an Ornithology of the Himalayas. Systematics, ecology and vocalizations of Nepal birds. Bonner Zoologische Monographien, 38, 1–445.
- Helbig, A.J., Seibold, I., Martens, J. & Wink, M. (1995) Genetic differentiation and phylogenetic relationships of Bonelli’s Warbler Phylloscopus bonelli and Green Warbler P. nitidus. Journal of Avian Biology, 26, 139–153. doi:10.2307/3677063
- Martens, J., Ernst, S. & Petri, B. (1995) Reviergesänge ostasiatischer Weidenmeisen Parus montanus und ihre mikroevolutive Ableitung. Journal für Ornithologie, 136, 367–388. doi:10.1007/BF01651586
- Helbig, A.J., Martens, J., Seibold, I., Henning, F., Schottler, B. & Wink, M. (1996) Phylogeny and species limits in the Palaearctic chiffchaff Phylloscopus collybita complex: mitochondrial genetic differentiation and bioacoustic evidence. Ibis, 138, 650–666. doi:10.1111/j.1474-919X.1996.tb04767.x
- Martens, J. (1996) Vocalizations and speciation of Palearctic birds. In: Kroodsma, D.E. & Miller, E.H. (Eds), Ecology and Evolution, of acoustic Communication in Birds, Cornell University Press, pp. 221–240. doi:10.7591/9781501736957-019
- Martens, J. (1996) Ornithologische Fachausdrücke. Systematik, Taxonomie und Tiergeographie. Ornithologen-Kalender 1997, Aula-Verlag, pp. 208–219.
- Martens, J. & Steil, B. (1997) Reviergesänge und Speziesdifferenzierung in der Klappergrasmücken-Gruppe Sylvia [curruca]. Journal für Ornithologie, 138, 1–23. doi:10.1007/BF01651648
- Kessler, P. & Martens, J. (1997) Territorial song tradition in the Scarlet Rosefinch (Carpodacus erythrinus). Verhandlungen der Deutschen Zoologischen Gesellschaft, 90 (1), 364.
- Martens, J. (1998) Geographische Variabilität der Lautäußerungen von Sperlingsvögeln Auswirkungen auf Artbildung und Artkonzept (Aves: Passeriformes: Oscines). Zoologische Abhandlungen, Staatliches Museum für Tierkunde Dresden, 50 (Suppl.), 35–50.
- Martens, J., Päckert, M., Nazarenko, A., Valchuk, O. & Kawaji, N. (1998) Comparative bioacoustics of territorial song in the goldcrest (Regulus regulus) and its implications for the intrageneric phylogeny of the genus Regulus. Zoologische Abhandlungen, Staatliches Museum für Tierkunde Dresden, 50, 99–128.
- Martens, J., Eck, S., Päckert, M. & Sun, Y.-H. (1999) The Golden-spectacled Warbler Seicercus burkii a species swarm (Aves: Passeriformes: Sylviidae), Part I. Zoologische Abhandlungen, Staatliches Museum für Tierkunde Dresden, 50, 281–327.
- Nazarenko, A.A., Valchuk, O.P. & Martens, J. (1999) Secondary contact and overlap of Parus major and Parus minor populations in the middle Amur river basin. Zoologiceskij Journal, 78, 371–381 [in Russian, English summary].
- Martens, J. & Eck, S. (2000) Der Seicercus burkii-Komplex im Himalaya und China oder: Schätzen wir die Diversität der Singvögel falsch ein? Ornithologischer Anzeiger, 39, 1–14.
- Martens, J., Böhner, J. & Hammerschmidt, K. (2000) Calls of the Jungle Crow (Corvus macrorhynchos s l.) as a taxonomic character. Journal für Ornithologie, 141, 275–284. doi:10.1007/BF02462237
- Wunderlich, K., Martens, J. & Loskot, V.M. (2000) (Eds) Atlas der Verbreitung plaearktischer Vögel. Lieferung 19. E.-Stresemann-Gesellschaft, Berlin.
- Martens, J. (2000) Vorwort zur Lieferung 19. Atlas der Verbreitung palaearktischer Vögel, 19, 1–3.
- Martens, J. (2000) Phylloscopus yunnanensis La Touche, 1922. Alströmlaubsänger. Atlas der Verbreitung palaearktischer Vögel. Lieferung 19. 3 pp.
- Martens, J. (2000) Phylloscopus [collybita]. Zilpzalp-Komplex. Atlas der Verbreitung palaearktischer Vögel. Lieferung 19. 4 pp.
- Martens, J. (2000) Phylloscopus canariensis (Hartwig, 1886). Kanarenzilpzalp. Atlas der Verbreitung palaearktischer Vögel. Lieferung 19. 4 pp.
- Kessler, P. & Martens, J. (2000) Mechanisms of mate choice in the Scarlet Rosefinch (Carpodacus erythrinus). Zoology, 103 (suppl. III; DZG 93.1), 30.
- Martens, J. & Kessler, P. (2000) Territorial song and song neighbourhoods in the Scarlet Rosefinch Carpodacus erythrinus. Journal of Avian Biology, 31, 399–411. doi:10.1034/j.1600-048X.2000.310316.x
- Fischer, K. & Martens, J. (2000) Bestand und Bestandsentwicklung von Elster (Pica pica) und Rabenkrähe (Corvus c. corone) in Rheinland-Pfalz (Südwestdeutschland). Vogelwarte, 40, 212–223.
- Päckert, M., Martens, J. & Hofmeister, T. (2001) Lautäußerungen der Sommergoldhähnchen von den Inseln Madeira und Mallorca (Regulus ignicapillus madeirensis, R. i. balearicus). Journal für Ornithologie, 142, 16–29. doi:10.1007/BF01651735
- Fischer, K. & Martens, J. (2001) Zur winterlichen Habitatnutzung von Elster (Pica pica) und Rabenkrähe (Corvus c. corone) in Rheinland-Pfalz. Flora Fauna Rheinland-Pfalz, 9, 901–910.
- Martens, J. & Quaisser, C. (2001) Der Atlas der Verbreitung palaearktischer Vögel,. Ornithologen-Kalender 2002; Aula, Wiebelsheim.
- Banasek-Richter, C., Fischer, K. & Martens, J. (2001) Zur quantitativen Zusammensetzung der Nahrung nestjunger Elstern (Pica pica) und Rabenkrähen (Corvus c. corone). Ökologie der Vögel / Ecology of Birds, 23, 183–195.
- Kvist, L., Martens, J., Ahola, A. & Orell, M. (2001) Phylogeography of a Palaearctic sedentary passerine, the willow tit (Parus montanus). Journal of Evolutionary Biology, 14, 930–941. doi:10.1046/j.1420-9101.2001.00354.x
- Martens, J., Eck, S., & Sun, Y.-H. (2002) Certhia tianquanensis Li, a treecreeper with relict distribution in Sichuan, China. Journal für Ornithologie, 143, 440–456. doi:10.1046/j.1439-0361.2002.02042.x
- Salzburger, W., Martens, J. & Sturmbauer, C. (2002) Paraphyly of the Blue Tit (Parus caeruleus) suggested from cytochrome b sequences. Molecular Phylogenetics and Evolution, 24, 19–25. doi:10.1016/S1055-7903(02)00265-8
- Salzburger, W., Martens, J., Nazarenko, A.A., Sun, Y.H., Dallinger, R. & Sturmbauer, C. (2002) Phylogeography of the Eurasian Willow Tit (Parus montanus) based on DNA sequences of the mitochondrial cytochrome b gene. Molecular Phylogenetics and Evolution, 24, 26–34. doi:10.1016/S1055-7903(02)00266-X
- Martens, J., Gebauer, A. & Kaiser, M. (2002) Singvogel-Radiation in Ostasien Kooperation mit der Chinesischen Akademie der Wissenschaften. Newsletter, Gesell. Biol. Syst., 9, 32–33, photo cover p. 2.
- Kvist, L., Martens, J., Nazarenko, A.A., & Orell, M. (2003) Paternal leakage of mitochondrial DNA in the great tit (Parus major). Molecular Biology and Evolution, 20, 243–247. doi:10.1093/molbev/msg025
- Päckert, M., Martens, J., Kosuch, J., Nazarenko, A.A. & Veith, M. (2003) Phylogenetic signal in the songs of Crests and Kinglets (Aves: Regulus). Evolution, 57, 616–629. doi:10.1111/j.0014-3820.2003.tb01553.x
- Martens, J., Eck, S., & Sun, Y.-H. (2003) On the discovery of a new treecreeper in China, Certhia tianquanensis Li. Bulletin of the Oriental Bird Club, 37, 65–70.
- Kvist, L., Martens, J., Higuchi H, Nazarenko A A, Valchuk O P & Orell M (2003) Evolution and genetic structure of the Great tit (Parus major complex). Proceedings of the Royal Society of London B, 270, 1447–1454. doi:10.1098/rspb.2002.2321
- Martens, J. & Päckert, M. (2003) Disclosure of songbird diversity in the Palearctic/Oriental transition zone. In: Legakis, A., Sfentourakis, S., Polymeni, R. & Thessalou-Lagaki, M. (Eds), The New Panorama of Animal Evolution. Proc. 18th Int. Congr. Zoology, Athens 2000; Pensoft, Sofia, pp. 551–558.
- Martens, J., Eck, S., Päckert, M. & Sun, Y.H. (2003) Methods of systematic and taxonomic research on passerine birds: the timely example of the Seicercus burkii complex (Sylviidae). Part 2. Bonner Zoologische Beiträge, 51, 109–118, 2 colour plates.
- Martens, J., Eck, S., Sun, Y.H. (2003) (Eds) Atlas der Verbreitung palaearktischer Vögel, Lieferung 20. Erwin Stresemann-Gesellschaft für paläarktische Avifaunistik: Berlin.
- Eck, S. & Martens, J. (2003) ‚Vorwort’ zur Lieferung 20. Atlas der Verbreitung palaearktischer Vögel. Lieferung 20. 3 pp.
- Klaus, S., Martens, J., Andreev, A.V., Sun, Y.H. (2003) Bonasa bonasia Linnaeus, 1758. Haselhuhn Atlas der Verbreitung palaearktischer Vögel. Lieferung 20. 16 pp.
- Martens, J. & Sun, Y.H. (2003) Perisoreus internigrans Thayer et Bangs, 1914. China-Unglückshäher Atlas der Verbreitung palaearktischer Vögel. Lieferung 20. 3 pp.
- Martens, J (2003) Paradoxornis zappeyi Thayer et Bangs, 1912. Zappey-Papageischnabel. Atlas der Verbreitung palaearktischer Vögel. Lieferung 20. 3 pp.
- Päckert, M. & Martens, J. (2004) Song dialects on the Atlantic islands: Goldcrests of the Azores (Regulus regulus azoricus, R. r. sanctae-mariae, R. r. inermis). Journal für Ornithologie, 145, 23–30. doi:10.1007/s10336-003-0003-8
- Martens, J., Tietze, D.T., Eck, S. & Veith, M (2004) Radiation and species limits of the Asian Pallas’s warbler complex (Phylloscopus proregulus s. l.). Journal für Ornithologie, 145, 206–222. doi:10.1007/s10336-004-0042-9
- Dickinson, E.C., Eck, S. & Martens, J. (2004) Systematic notes on Asian birds. 44. A preliminary review of the Corvidae. Zoologische Verhandelingen, 350, 85–109.
- Päckert, M., Martens, J., Sun, Y.H. & Veith, M. (2004) The radiation of the Seicercus burkii complex and its congeners (Aves, Sylviidae) molecular genetics and bioacoustics. Organisms, Diversity & Evolution, 4, 341–364. doi:10.1016/j.ode.2004.06.002
- Sun, Y.H. & Martens, J. (2005) New Distribution of the Sichuan Treecreeper in the Qinling Mountains, Shaanxi. Chinese Journal of Zoology, 40 (4), 33 [in Chinese].
- Päckert, M., Martens, J., Eck, S., Nazarenko, A.A., Valchuk, O.P., Petri, B. & Veith, M. (2005) Parus major a misclassified ring species. Biological Journal of the Linnean Society, 86, 153–174. doi:10.1111/j.1095-8312.2005.00529.x
- Martens, J., Eck, S., Päckert, M. & Sun, Y.H. (2006) The Golden-spectacled warbler (Seicercus burkii auct.) a Sino-Himalayan species swarm. Proc. 23 Int. Cong. Ornithol. Beijing 2002. Acta Zoologica Sinica, 52 (Suppl.), 301–304.
- Gebauer, A., Eck, S., Kaiser, M., Lei, F.-M. & Martens, J. (2006) The Qinghai-Tibet Plateau as the centre of evolution of Snow Sparrows (Montifringilla s. str.) and Mountain Steppe Sparrows (Onychostruthus, Pyrgilauda). Proc. 23 Int. Cong. Ornithol. Beijing 2002. Acta Zoologica Sinica, 52 (Suppl.), 305–309.
- Martens, J. (2006) Biotop, Gesang und Nest des Bambusseidensängers (Cettia acanthizoides) in China. Ökologie der Vögel/Ecology of Birds, 25, 249–263 [für 2003].
- Tietze, D.T., Martens, J. & Sun, Y.H. (2006) Molecular phylogeny of treecreepers (Certhia) detects hidden diversity. Ibis, 148 (3), 477–488. doi:10.1111/j.1474-919X.2006.00547.x
- Päckert, M., Dietzen, C., Martens, J., Wink, M. & Kvist, L. (2006) Radiation of goldcrests Regulus regulus spp. on the Atlantic Islands: Evidence of a new taxon from the Canary Islands. Journal of Avian Biology, 37, 364–380. doi:10.1111/j.2006.0908-8857.03533.x
- Martens, J. & Päckert, M. (2006) Regulidae. In: Hoyo, J. del, Elliott, A., Christie, D.A. (Eds), Handbook of the birds of the world. Old World Flycatchers to Old World Warblers, 11, Lynx Edicions.
- Martens, J., Tietze, D.T. & Sun, Y.H. (2006) Molecular phylogeny of Parus (Periparus), a Eurasian radiation of tits (Aves: Passeriformes: Paridae). Zoologische Abhandlungen, Staatliches Museum für Tierkunde Dresden, 55 [for 2005], 103–120.
- Eck, S. & Martens, J. (2006) Systematic notes on Asian birds. 49. A preliminary review of the Aegithalidae, Remizidae and Paridae. Zoologische Mededelingen, 80 (5), 1–63.
- Martens, J. & Tietze, D.T. (2006) Systematic notes on Asian birds. 65. A preliminary review of the Certhiidae. Zoologische Mededelingen, 80 (5), 273–286.
- Kvist, L., Arbabi, T., Päckert, M., Orell, M. & Martens, J. (2007) Population differentiation in the marginal populations of the great tit (Paridae: Parus major). Biological Journal of the Linnean Society, 90, 201–210. doi:10.1111/j.1095-8312.2007.00726.x
- Martens, J. & Bahr, N. (2007) Dokumentation neuer Vogel-Taxa.—Bericht für 2005. Vogelwarte, 45, 119–134.
- Päckert, M., Martens, J., Tietze, D.T., Dietzen, C., Wink, M. & Kvist, L. (2007) Calibration of molecular clock in tits (Paridae) Do nucleotide substitution rates of mitochondrial genes deviate from the 2% rule? Molecular Biology and Evolution, 44, 1–14. doi:10.1016/j.ympev.2007.03.006
- Martens, J. & Päckert, M. (2007) Ring species Do they exist in birds? Zoologischer Anzeiger, 246, 315–324. doi:10.1016/j.jcz.2007.07.004
- Tietze, D.T., Martens, J., Sun, Y.H. & Päckert, M. (2008) Evolutionary history of treecreeper vocalizations (Aves: Certhia). Organisms, Diversity & Evolution, 8, 305–324. doi:10.1016/j.ode.2008.05.001
- Martens, J. & Bahr, N. (2008) Dokumentation neuer Vogel-Taxa.—Bericht für 2006. Vogelwarte, 46, 95–120.
- Päckert, M. & Martens, J. (2008) Taxonomic pitfalls in tits comments on the chapter Paridae of the Handbook of the Birds of the World (A.G. Gosler and P. Clement, HBW Vol. 12, 2007). Ibis, 150, 829–831. doi:10.1111/j.1474-919X.2008.00871.x
- Martens, J., Sun, Y.H., Päckert, M. (2008) Intraspecific differentiation of Sino-Himalayan bush-dwelling Phylloscopus leaf warblers, with description of two new taxa (P. fuscatus, P. fuligiventer, P. affinis, P. armandii, P. subaffinis). Vertebrate Zoology, 58 (2), 233–265.
- Martens, J., Sun, Y.H. (2008) (Eds) Atlas der Verbreitung palaearktischer Vögel, Lieferung 21. Erwin Stresemann-Gesellschaft für paläarktische Avifaunistik, Berlin.
- Martens, J. (2008) ‚Vorwort’ zur Lieferung 21. Atlas der Verbreitung palaearktischer Vögel. Lieferung 21, 3 pp.
- Martens, J. & Trautmann, S. (2008) Carpodacus vinaceus, 1922. Burgundergimpel. Atlas der Verbreitung palaearktischer Vögel. Lieferung 21, 6 pp.
- Martens, J. & Trautmann, S. (2008) Carpodacus rodopeplus. Atlas der Verbreitung palaearktischer Vögel. Lieferung 21, 5 pp.
- Martens, J. & Trautmann, S. (2008) Carpodacus edwardsii. Atlas der Verbreitung palaearktischer Vögel. Lieferung 21, 5 pp.
- Martens, J. & Trautmann, S. (2008) Carpodacus nipalensis. Atlas der Verbreitung palaearktischer Vögel. Lieferung 21, 7 pp.
- Martens, J. & Trautmann, S. (2008) Carpodacus rubescens. Atlas der Verbreitung palaearktischer Vögel. Lieferung 21, 5 pp.
- Martens, J. & Trautmann, S. (2008) Carpodacus thura. Atlas der Verbreitung palaearktischer Vögel. Lieferung 21, 11 pp.
- Martens, J. & Trautmann, S. (2008) Carpodacus synoicus. Atlas der Verbreitung palaearktischer Vögel. Lieferung 21, 8 pp.
- Martens, J. & Trautmann, S. (2008) Carpodacus rubicilla. Atlas der Verbreitung palaearktischer Vögel. Lieferung 21, 12 pp.
- Martens, J. & Trautmann, S. (2008) Carpodacus rubicilloides. Atlas der Verbreitung palaearktischer Vögel. Lieferung 21, 8 pp.
- Martens, J. & Trautmann, S. (2008) Carpodacus puniceus. Atlas der Verbreitung palaearktischer Vögel. Lieferung 21, 8 pp.
- Martens, J. & Trautmann, S. (2008) Carpodacus roseus. Atlas der Verbreitung palaearktischer Vögel. Lieferung 21, 7 pp.
- Martens, J. & Trautmann, S. (2008) Carpodacus trifasciatus. Atlas der Verbreitung palaearktischer Vögel. Lieferung 21, 5 pp.
- Li, J.-L., Sun Y.-H., Martens, J. & Bi, Z.-L. (2008) Preliminary analysis of the vocalizations and its geographical variation of Chinese Leaf Warbler. Chinese Journal of Zoology, 43, 126–130.
- Li, J.-L., Lü, N., Martens, J. & Sun, Y.-H. (2009) Primary research on geographical variance of song spectrum of Yellow-streaked Warbler. Chinese Journal of Zoology, 44, 122–127.
- Päckert, M., Martens, J. & Liu Severinghaus, L. (2009) The Taiwan Firecrest (Regulus goodfellowi) belongs to the goldcrest assemblage (Regulus regulus s. l.) evidence from mitochondrial DNA and the territorial song of the Regulidae. Journal of Ornithology, 150, 205–220. doi:10.1007/s10336-008-0335-5
- Päckert, M., Blume, C., Sun, Y.H., Wei, L. & Martens, J. (2009) Acoustic differentiation reflects mitochondrial lineages in Blyth’s Leaf Warbler and White-tailed Leaf Warbler complexes (Aves: Phylloscopus reguloides, P. davisoni). Biological Journal of the Linnean Society, 96, 584–600. doi:10.1111/j.1095-8312.2008.01159.x
- Tietze, D.T., Martens, J. & Sun, Y.-H. & (2009) Diversity of some forest-dwelling passerine birds in the Himalayas (Aves: Passeriformes). In: Hartmann, M. & Weipert, J. (Eds), Biodiversity and Natural Heritage of the Himalaya III. Naturkundemuseum Erfurt, Erfurt. pp. 67–69.
- Päckert, M., Martens, J., Sun, Y.-H. & Tietze D.T. (2009) Phylogeography and the evolutionary time-scale of passerine radiations in the Sino-Himalayan region (Aves: Passeriformes). In: Hartmann, M. & Weipert, J. (Eds), Biodiversity and Natural Heritage of the Himalaya III. Naturkundemuseum Erfurt, Erfurt. pp. 71–80
- Tietze, D.T. & Martens, J. (2009) Morphometric characterisation of treecreepers (genus Certhia). Journal of Ornithology, 150, 431–457. doi:10.1007/s10336-008-0363-1
- Martens, J. & Bahr, N. (2009) Dokumentation neuer Vogel-Taxa 3. Bericht für 2007. Vogelwarte, 47, 97–117.
- Sun, Y.-H., Jiang, Y.-X., Martens, J. (2009) Notes on the breeding biology of the Sichuan Treecreeper (Certhia tianquanensis). Journal of Ornithology, 150 (3), 909–913. doi:10.1007/s10336-009-0420-4
- Päckert, M., Martens, J. & Sun, Y.H. (2010) Phylogeny of long-tailed tits and allies inferred from mitochondrial and nuclear markers (Aves: Passeriformes, Aegithalidae) Molecular Phylogenetics and Evolution, 55, 952–967. doi:10.1016/j.ympev.2010.01.024
- Martens, J. & Bahr, N. (2010) Dokumentation neuer Vogel-Taxa 4 Bericht für 2008 Teil 1. Vogelwarte, 48, 97–117.
- Martens, J. & Bahr, N. (2010) Dokumentation neuer Vogel-Taxa 4. Bericht für 2008 Teil 2. Vogelwarte, 48, 161–179.
- Martens, J. (2010) Systematic notes on Asian birds 72. A preliminary review of the genera Phylloscopus and Seicercus. British Ornithological Club Occasional Publications, 5, 41–116.
- Tietze, D.T. & Martens, J. (2010) Intraspecific differentiation in Spotted Creepers, Salpornis spilonotus (Aves: Passeriformes: Certhiidae). Vertebrate Zoology, 60 (2) 163–170.
- Martens, J, Tietze, DT & Päckert, M (2011) Phylogeny, Biodiversity, and species limits of passerine birds in the Sino-Himalayan region a critical review. Ornithological Monographs, 70, 64–94. doi:10.1525/om.2011.70.1.64
- Töpfer, T., Haring, E., Birkhead, T.R., Lopes, R.J., Liu Severinghaus, L., Martens, J. & Päckert, M. (2011) A molecular phylogeny of bullfinches Pyrrhula Brisson, 1760 (Aves: Fringillidae). Molecular Phylogenetics and Evolution, 58, 271–282. doi:10.1016/j.ympev.2010.10.015
- Tietze, D.T., Martens J, Sun, Y.-H., Liu Severinghaus, L. & Päckert, M. (2011) Song evolution in the Coal Tit Parus ater. Journal of Avian Biology, 42, 214–230. doi:10.1111/j.1600-048X.2010.05283.x
- Martens, J. & Bahr, N. (2011) Dokumentation neuer Vogel-Taxa 5. Bericht für 2009. Vogelwarte, 49, 85–104.
- Lu, X. & Martens, J. (2011) Nesting notes of the White-browed Tit Parus superciliosus in alpine scrub habitats in Qinghai and Tibet, China. Forktail, 27, 119–120.
- Illera, J.C., Koivula, K., Broggi, J., Päckert, M., Martens, J. & Kvist, L. (2011) A multi-gene approach reveals a complex evolutionary history in the Cyanistes species group. Molecular Ecology, 20, 4123–4139. doi:10.1111/j.1365-294X.2011.05259.x
- Päckert, M., Martens, J., Sun, Y.-H., Liu Severinghaus, L., Nazarenko, A.A., Tin, J., Töpfer, T., Tietze, D.T. (2012) Horizontal and elevational phylogeographic patterns of Himalayan and Southeast Asian forest passerines (Aves: Passeriformes). Journal of Biogeography, 39, 556–573. doi:10.1111/j.1365-2699.2011.02606.x
- Päckert, M., Martens, J., Wink, M., Feigl, A., Tietze, D.T. (2012) Molecular phylogeny of Old World swifts (Aves: Apodiformes, Apodidae, Apus and Tachymarptis) based on mitochondrial and nuclear markers. Molecular Phylogenetics and Evolution, 63, 606–616. doi:10.1016/j.ympev.2012.02.002
- Kennedy, J.D., Weir, J.T., Hooper, D.M., Tietze, D.T., Martens, J. & Price, T.D. (2012) Ecological limits on diversification of the Himalayan core Corvoidea. Evolution, 66, 2599–2613. doi:10.1111/j.1558-5646.2012.01618.x
- Martens, J. (2012) Arten und Unterarten im Spannungsfeld aktueller ornithologischer Systematik. Mitteilungen des Vereins Thüringer Ornithologen, 7, 153–170.
- Tietze, D.T., Wassmann, C. & Martens, J. (2012) Territorial song does not isolate Yellowhammers (Emberiza citrinella) from Pine Buntings (E. leucocephalos). Vertebrate Zoology, 62, 113 122.
- Martens, J. & Bahr, N. (2012) Dokumentation neuer Vogel-Taxa 6. Bericht für 2010. Vogelwarte, 50, 177–196.
- Päckert, M., Hering, J., Fuchs, E., Martens, J. (2012) Hin- und Rückflug auf die Kanaren Phylogeographie der Ultramarinmeisen, Blaumeisen und Lasurmeisen (Aves: Passeriformes, Cyanistes). Vogelwarte, 50, 301–302.
- Päckert, M., Martens, J., Hering, J., Kvist, L., Illera, J.C. (2013) Return flight to the Canary Islands the key role of peripheral populations of Afrocanarian blue tits (Aves: Cyanistes teneriffae) in multi-gene reconstructions of colonization pathways. Molecular Phylogenetics and Evolution, 67, 458–467. doi:10.1016/j.ympev.2013.02.010
- Päckert, M., Martens, J., Liang, W., Hsu, Y.-C., Sun Y.-H. (2013) Molecular genetic and bioacoustic differentiation of Pnoepyga Wren-babblers. Journal of Ornithology, 154, 329–337. doi:10.1007/s10336-012-0897-0
- Pentzold, S., Tritsch, C., Martens, J., Tietze, D.T., Giacalone, G., Valvo, M.L., Nazarenko, A.A., Kvist, L., Päckert, M. (2013) Where is the line? Phylogeography and secondary contact of western Palearctic coal tits (Periparus ater: Aves, Passeriformes, Paridae). Zoologischer Anzeiger, 252, 367–382. doi:10.1016/j.jcz.2012.10.003
- Päckert, M., Martens, J. & Tietze, D.T. (2013) Biodiversität und Naturgeschichte der Gebirgsvögel im Himalaya und in China. Senckenberg Natur Forschung Museum, 143, 14–19.
- Martens, J. & Bahr, N. (2013) Dokumentation neuer Vogel-Taxa, 7. Bericht für 2011. Vogelwarte, 51, 161–178.
- Martens, J. (2013) Vocalizations of Leaf-warblers and Spectacled Warblers (Phylloscopus and Seicercus). Double-Audio CD, each 68 min., 78 and 69 sound tracks, yrinx Tonstudio Berlin.
- Päckert, M., Sun Y.-H, Fischer, B.S., Tietze, D.T., Martens, J. (2014) A phylogeographic break and bioacoustic intraspecific differentiation in the Buff-barred Warbler, Phylloscopus pulcher (Aves: Passeriformes, Phylloscopidae). Avian Research, 5 (2), 1–12. doi:10.1186/s40657-014-0002-x
- Pasquet, E., Barker, F.K., Martens, J., Tillier, A., Cruaud, C. & Cibois, A. (2014) Evolution within the nuthatches (Sittidae: Aves, Passeriformes) molecular phylogeny, biogeography, and ecological perspectives. Journal of Ornithology, 155, 755–765. doi:10.1007/s10336-014-1063-7
- Price, T., Hooper, D.M., Buchanan, C.D., Johansson, U.S., Tietze, D.T., Alström, P., Olsson, U., Ghosh-Harihar, M., Ishtiaq, F., Gupta, S.K., Martens, J., Harr, B., Singh, P. & Mohan, D. (2014) Niche filling slows the diversification of Himalayan songbirds. Nature, 509, 222–225. doi:10.1038/nature13272
- Martens, J. & Bahr, N. (2014) Dokumentation neuer Vogel-Taxa, 8. Bericht für 2012. Vogelwarte, 52, 89–110.
- Martens, J (2014) Kritik an der Scoring-Methode nach Tobias Art oder Nicht-Art? Falke, 61 (12), 18–21.
- Tietze, D.T., Martens, J., Fischer, B.S., Sun, Y.H., Klussmann-Kolb, A., & Päckert, M. (2015) Evolution of leaf warbler songs (Aves: Phylloscopidae). Ecology and Evolution, 2015, 781–798. doi:10.1002/ece3.1400
- Päckert, M., Martens, J., Sun, Y.H., Tietze, D.T. (2015) Evolutionary history of passerine birds (Aves: Passeriformes) from the Qinghai –Tibetan plateau: from a pre-Quarternary perspective to an integrative biodiversity assessment. Journal of Ornithology, 156 (suppl. 1), 355–365. doi:10.1007/s10336-015-1185-6
- Päckert, M., Sun, Y.H., Strutzenberger, P., Valchuk, O., Tietze, D.T. & Martens, J. (2015) Phylogenetic relationships of endemic bunting species (Aves, Passeriformes, Emberizidae, Emberiza koslowi) from the eastern Qinghai-Tibet Plateau. Vertebrate Zoology, 65, 135–150.
- Martens, J. & Bahr, N. (2015) Dokumentation neuer Vogel-Taxa, 9. Bericht für 2013. Vogelwarte, 53, 229–260.
- Päckert, M., Martens, J., Sun, Y.H. & Strutzenberger, P. (2016) The phylogenetic relationships of Przevalski’s Finch Urocynchramus pylzowi, the most ancient Tibetan endemic passerine known to date. Ibis, 158, 530–540. doi:10.1111/ibi.12382
- Martens, J. & Bahr, N. (2016) Dokumentation neuer Vogel-Taxa, 10. Bericht für 2014. Vogelwarte, 54, 195–230.66
- Martens, J. & Päckert, M. (2016) Preface. Atlas der Verbreitung palaearktischer Vögel, Lieferung 22, 3 pp.
- Päckert, M., Sun, Y.-H., Peterson, A.T., Holt, P., Strutzenberger, P., Martens, J. (2016) Integrative taxonomy of Seicercus spectacled warblers for mapping species‘ distributions. Atlas der Verbreitung palaearktischer Vögel, Lieferung 22, 7 pp.
- Martens, J., Holt, P. & Päckert, M. (2016) Seicercus burkii (E. Burton, 1836), Green-crowned Warbler, Goldbrillenlaubsänger. Atlas der Verbreitung palaearktischer Vögel, Lieferung 22, 7 pp.
- Päckert, M., Peterson, A.T. & Martens, J. (2016) Seicercus tephrocephalus (Anderson, 1871). Grey-crowned Warbler Grauscheitellaubsänger. Atlas der Verbreitung palaearktischer Vögel, Lieferung 22, 9 pp.
- Martens, J., Eck, S., Päckert, M. & Sun, Y.-H. (2016) Seicercus omeiensis Martens, Eck, Päckert & Sun, 1999. Martens’s Warbler Omeilaubsänger. Atlas der Verbreitung palaearktischer Vögel, Lieferung 22, 8 pp.
- Päckert, M., Peterson, A.T. & Martens, J. (2016) Seicercus soror Alström & Olsson, 1999. Alström’s Warbler Thailaubsänger. Atlas der Verbreitung palaearktischer Vögel, Lieferung 22, 7 pp.
- Martens, J., Sun, Y.-H. & Päckert, M. (2016) Seicercus valentini (Hartert, 1907). Bianchi’s Warbler Bianchilaubsänger. Atlas der Verbreitung palaearktischer Vögel, Lieferung 22, 7 pp.
- Martens, J., Holt, P. & Päckert, M. (2016) Seicercus whistleri Ticehurst, 1925. Whistler’s Warbler Whistlerlaubsänger. Atlas der Verbreitung palaearktischer Vögel, Lieferung 22, 10 pp.
- Päckert, M., Holt, P. & Martens, J. (2016) Phylloscopus claudiae (La Touche, 1922). Claudia’s Leaf-warbler Streifenkopflaubsänger. Atlas der Verbreitung palaearktischer Vögel, Lieferung 22, 7 pp.
- Pentzold, S., Förschler, M.I., Tietze, D.T., Randler, C., Martens, J. & Päckert, M. (2016) Geographic variation in coal tit song across continents and reduced species recognition between Central European and Mediterranean populations. Vertebrate Zoology, 66, 191–199.
- Martens, J. & Bahr, N. (2017) Dokumentation neuer Vogel-Taxa, 11. Bericht für 2015. Vogelwarte, 55, 199–216.
- Tritsch, C., Martens, J., Sun, Y.-H., Heim, W., Strutzenberger, P., Päckert, M. (2017) Improved sampling at the subspecies level solves a taxonomic dilemma A case study of two enigmatic Chinese tit species (Aves, Passeriformes, Paridae, Poecile). Molecular Phylogenetics and Evolution, 107, 538–550. doi:10.1016/j.ympev.2016.12.014
- Tritsch, C., Stuckas, H., Martens, J., Pentzold, S., Kvist, L., LoValvo, M., Giacalone, G., Tietze, D.T., Nazarenko, A.A. & Päckert, M. (2018) Gene flow in the European coal tit, Periparus ater (Aves: Passeriformes) low among Mediterranean populations but high in a continental contact zone. Biological Journal of the Linnean Society, 124, 319–338. doi:10.1093/biolinnean/bly043
- Päckert, M., Sun, Y.-H. & Martens, J. (2018) Cradles of evolution Hugo Weigold’s biogeography of Tibet and the Sinohimalayas in the light of molecular systematics and phylogeography. In: Hartmann, M., Barclay, M. & Weipert, J. (Eds), Biodiversity and Natural Heritage of the Himalaya VI. Erfurt, Naturkundemuseum Erfurt, pp. 153–162.
- Martens, J. & Bahr, N. (2018) Dokumentation neuer Vogel-Taxa, 12. Bericht für 2016. Vogelwarte, 56, 85–130.
- Päckert, M., Ait Belkam, A., Wolfgramm, H., Gast, O., Canal, D., Giacalone, G., La Volvo, M., Vamberger, M., Wink, M., Martens, J., Stuckas, H. (2019) Genetic admixture despite ecological segregation in a North African sparrow hybrid zone (Aves, Passeriformes, Passer domesticus × Passer hispaniolensis). Ecology and Evolution, 9, 12710–12726. doi:10.1002/ece3.5744
- Martens, J. & Bahr, N. (2019) Dokumentation neuer Vogel-Taxa, 13. Bericht für 2017. Vogelwarte, 57, 151–171.
- Del Mar Delgado, M., Bettega, C., Martens, J. & Päckert, M. (2019) Ecotypic changes of alpine birds to climate change. Scientific Reports, 9, 16082. doi:10.1038/s41598-019-52483-0
- Päckert, M., Milensky, C.M., Martens, J., Kyaw, M., Suarez-Rubio, M., Thaw, W.N., Oo, S.S.L., Wolfgramm, H. & Renner, S.C. (2020) Pilot biodiversity assessment of the Hkakabo Razi passerine avifauna in northern Myanmar implications for conservation from molecular genetics. Bird Conservation International, 30 (2), 267–288. doi:10.1017/S0959270919000273
- Albrecht, F., Hering, J., Fuchs, E., Illera, J.C., Ihlow, F., Shannon, T.J., Collinson, J.M., Wink, M., Martens, J. & Päckert, M. (2020) Phylogeny of the Eurasian Wren Nannus troglodytes (Aves: Passeriformes: Troglodytidae) reveals deep and complex diversification patterns of Ibero-Maghrebian and Cyrenaican populations. PloS ONE, 15(3), e230151. doi:10.1371/journal.pone.0230151
- Päckert, M., Bader-Blukott, M., Künzelmann, B., Sun, Y.H., Hsu, Y.-C., Kehlmaier, C., Albrecht, F., Illera, J.C. & Martens, J. (2020) A revised phylogeny of nuthatches (Aves, Passeriformes, Sitta) reveals insight in intra- and interspecific diversification patterns in the Palearctic. Vertebrate Zoology, 70, 241–262.
- Päckert, M., Favre, A., Schnitzler, J., Martens, J., Sun, Y.H., Tietze, D.T., Hailer, F., Michalak, I. & Strutzenberger, P. (2020) “Into and Out of” the Qinghai-Tibet Plateau and the Himalayas: Centers of origin and diversification across five clades of Eurasian montane and alpine passerine birds. Ecology and Evolution, 10, 9283–9300. doi:10.1002/ece3.6615
- Martens, J. & Bahr, N. (2020) Dokumentation neuer Vogel-Taxa, 14 Bericht für 2018 (mit einem Anhang: die CODE-Regeln für elektronisches Publizieren). Vogelwarte, 58, 381–402.
- Martens, J. (2020) Vocalizations of treecreepers and kinglets of the Palaearctic Region (genera Certhia and Regulus). Double-CD, syrinx Tonstudio M. Schubert Berlin; SX 419734.
- Päckert, M., Hering, J., Belkacem, A.A., Sun, Y.-H., Hille, S., Lkhagvasuren, D., Islam, S. & Martens, J. (2021) A revised multilocus phylogeny of Old World sparrows (Aves: Passeridae). "Vertebrate Zoology", 71, 353–366. doi:10.3897/vz.71.e65952
- Wolfgramm, H., Martens, J., Töpfer, T., Vamberger, M., Pathak, A., Stuckas, H., Päckert, M. (2021) Asymmetric allelic introgression across a hybrid zone of the coal tit ("Periparus ater") in the central Himalayas. "Ecology and Evolution", 11: 17332-17351. doi:10.1002/ece3.8369
- Martens, J. & Bahr, N. (2021) Dokumentation neuer Vogel-Taxa, 15 – Bericht für 2019. "Vogelwarte", 59, 87-106.
- Raad, J. de, Päckert, M., Irestedt, M., Janke, A., Kryukov, A.P., Martens, J., Red’kin, Y.A., Sun, Y.H., Töpfer, T., Schleuning, M., Neuschulz, E.L., Nilsson, M.A. (2022) Speciation and population divergence in a mutualistic seed dispersing bird. "Communications Biology", 5, 429. doi:10.1038/s42003-022-03364-2
- Martens, J. & Bahr, N. (2023) Dokumentation neuer Vogel-Taxa, 16 - Bericht für 2020. "Vogelwarte 60": 193-229.
- Wu, L., Dang, J., Tang, L., Cheng, Y., Song, G., Sun, Y., Martens, J., Päckert, M., Alström, P., Zhang, D., Jia, C. & Lei, F. (2023) Limited song-mixing without genomic gene flow in a contact zone between two songbird species. "Molecular Biology and Evolution", 40 (3) doi:10.1093/molbev/msad053
- Islam, S., Peart, C., Kehlmaier, C., Sun, Y.-H., Lei, F., Dahl, A., Klemroth S., Alexopoulou D., Delgado, M.d.M., Laiolo, P., Illera, J.C., Dirren, S., Hille, S., Lkhagvasuren, D., Töpfer, T., Kaiser, M., Gebauer, A., Martens, J., Paetzold, C. & Päckert, M. (2023) Museomics help resolving the phylogeny of snowfinches (Aves, Passeridae, Montifringilla and allies). in press

### Arthropoda (Gliederfüßer)
- Martens, J. (1965) Verbreitung und Biologie des Schneckenkankers Ischyropsalis hellwigi. Natur und Museum, 95, 143–149.
- Martens, J. (1965) Über südägäische Weberknechte der Inseln Karpathos, Rhodos und Kos (Arachnoidea, Opiliones). Senckenbergiana biologica, 46, 61–79.
- Martens, J. (1966) Zoologische Aufsammlungen auf Kreta. III. Opiliones. Annalen des Naturhistorischen Museums Wien, 69, 347–382 (zobodat.at [PDF]).
- Martens, J. (1966) Nelima cretica Roewer auf den Sanden der nördlichen Oberrhein-Ebene (Arach., Opiliones). Senckenbergiana biologica, 47, 447–451.
- Martens, J. & Suzuki, S. (1966) Zur systematischen Stellung ostasiatischer Ischyropsalididen-Arten (Arachnoidea, Opiliones, Ischyropsalididae). Annotationes Zoologicae Japonenses, 39, 215–221.
- Martens, J. (1967) Bedeutung einer Chelicerendrüse bei Weberknechten (Opiliones). Naturwissenschaften, 54, 346. doi:10.1007/BF00621469
- Gruber J. & Martens, J. (1968) Morphologie, Systematik und Ökologie der Gattung Nemastoma C. L. Koch (s. str.) (Opiliones, Nemastomatidae). Senckenbergiana biologica, 49, 137–172.
- Martens, J. (1969) On the black Nemastoma (Opiliones) species of the British Isles. Bulletin of the British Arachnological Society, 1, 24.
- Martens, J. (1969) Die Weberknechte des Naturschutzgebietes „Mainzer Sand“. Mainzer Naturwissenschaftliches Archiv, 8, 290–291.
- Martens, J. (1969) Die Abgrenzung von Biospezies auf biologisch-ethologischer und morphologischer Grundlage am Beispiel der Gattung Ischyropsalis C. L. Koch 1839 (Opiliones, Ischyropsalididae). Zoologische Jahrbücher, Abteilung für Systematik, Geographie und Biologie der Tiere, 96, 133–264.
- Martens, J. (1969) Mittel- und südeuropäische Arten der Gattung Nelima (Arachnida, Opiliones, Leiobunidae). Senckenbergiana biologica, 50, 395–415.
- Martens, J. (1969) Die Sekretdarbietung während des Paarungsverhaltens von Ischyropsalis C. L. Koch (Opiliones). Zeitschrift für Tierpsychologie, 26, 513–523. doi:10.1111/j.1439-0310.1969.tb01961.x
- Martens, J. (1969) Systematische Stellung von Amilenus aurantiacus (Simon). Senckenbergiana biologica, 50, 219–224.
- Martens, J. (1969) Cyphophthalmi aus Brasilien (Opiliones). Beiträge zur neotropischen Fauna, 6, 109–119. doi:10.1080/01650526909360421
- Martens, J. (1970) Die Biospezies bei Weberknechten am Beispiel der Gattung Ischyropsalis C. L. Koch. Bull. Mus. natn. Hist. Nat., (2) 41 (suppl. 1), 166–170.
- Helversen, O.v. & Martens, J. (1971) In: Sauer, K.F.J. (Ed.), Die Wutach. Pseudoskorpione und Weberknechte, Freiburg i. Br., pp. 377–385.
- Helversen, O.v. & Martens, J. (1972) Unrichtige Fundort-Angaben in der Arachniden-Sammlung Roewer. Senckenbergiana biologica, 53, 109–123.
- Martens, J. (1972) Opiliones aus dem Nepal-Himalaya. I. Das Genus Sabacon Simon (Arachnida: Ischyropsalididae). Senckenbergiana biologica, 53, 307–323.
- Martens, J. (1972) Ausobskya athos, der erste Krallenweberknecht aus Griechenland (Opiliones: Phalangodidae). Mit Bemerkungen zur Familien-Gliederung der europäischen Laniatores. Senckenbergiana biologica, 53, 431–440.
- Martens, J. (1973) Feinstruktur der Chelieren-Drüse von Nemastoma dentigerum Canestrini (Opiliones, Nemastomatidae). Zeitschrift für Zellforschung, 136, 121–137. doi:10.1007/BF00307684
- Martens, J. (1973) Opiliones aus dem Nepal-Himalaya. II. Phalangiidae und Sclerosomatidae (Arachnida). Senckenbergiana biologica, 54, 181–217.
- Martens, J. (1975) Ischyropsalis hellwigi. Fortpflanzungsverhalten. Film der Encyclopaedia Cinematographica, mit Beiheft: E 2128, Göttingen.
- Martens, J. (1975) Ischyropsalis hellwigi. Nahrungsaufnahme. Film der Encyclopaedia Cinematographica, mit Beiheft: E 2129, Göttingen.
- Martens, J. (1975) Ischyropsalis kollari. Nahrungsaufnahme. Film der Encyclopaedia Cinematographica, mit Beiheft: E 2130, Göttingen.
- Martens, J. (1975) Phoretische Pseudoskorpione auf Kleinsäugern des Nepal-Himalaya. Zoologischer Anzeiger, 194, 84–90.
- Martens, J. (1976) Ischyropsalis hellwigi. Nahrungsaufnahme. Publikationen zu wiss. Filmen, Sekt. Biologie 9, 432–436.
- Martens, J. (1976) Ischyropsalis kollari. Nahrungsaufnahme. Publikationen zu wiss. Filmen, Sekt. Biologie 9, 437–440.
- Martens, J. (1976) Genitalmorphologie, System und Phylogenie der Weberknechte (Arachnida: Opiliones). Entomologica Germanica, 3, 51–68. doi:10.1127/entom.germ/3/1976/51
- Martens, J. (1977) Zoogeographie, Biologie et Microevolution des Arthropodes terricoles du Népal: exemple des Opilions (Arachnides). Coll. Inernat. du C.N.R.S. 268, Écologie et Géologie de l’Himalaya, Paris, 1977, 119–123.
- Martens, J. (1977) Rote Liste gefährdeter Tierarten in der Bundesrepublik Deutschland. Teil II Wirbellose; 3. Weberknechte Opiliones (Spinnentiere) (1. Fassung). Natur und Landschaft, 52, 148.
- Martens, J. & Schawaller, W. (1977) Die Cheliceren-Drüsen der Weberknechte nach rasteroptischen und lichtoptischen Befunden (Arachnida: Opiliones). Zoomorphologie, 86, 223–250. doi:10.1007/BF00993667
- Martens, J. (1977) Opiliones aus dem Nepal-Himalaya III. Oncopodidae, Phalangodidae und Assamiidae (Arachnida). Senckenbergiana biologica, 57, 295–340.
- Martens, J. (1978) Spinnentiere, Arachnida: Weberknechte, Opiliones. In: Die Tierwelt Deutschlands, 64, VEB G. Fischer, Jena, 464 pp.
- Martens, J. (1978) Opiliones aus dem Nepal-Himalaya IV. Biantidae (Arachnida). Senckenbergiana biologica, 58, 347–414.
- Martens, J. (1979) Feinstruktur der Tarsal-Drüse von Siro duricorius (Joseph) (Opiliones). Zoomorphologie, 92, 77–93. doi:10.1007/BF00999836
- Martens, J. (1980) Versuch eines phylogenetischen Systems der Opiliones. Verhandlungen des 8. internationalen Arachnologen-Kongreß, Wien, 355–360.
- Martens, J. (1980) Distribution, zoogeographic affinities, and speciation in Himalayan Opiliones (Arachnida). Verhandlungen des 8. internationalen Arachnologen-Kongreß, Wien, 445–450.
- Martens, J., Hoheisel, U. & Götze, M. (1981) Vergleichende Anatomie der Legeröhren der Opiliones als Beitrag zur Phylogenie der Ordnung (Arachnida). Zoologische Jahrbücher für Anatomie der Tiere, 105, 13–76.
- Martens, J. (1982) Opiliones aus dem Nepal-Himalaya V. Gyantinae (Arachnida: Phalangiidae). Senckenbergiana biologica, 62, 313–348.
- Martens, J. (1983) Europäische Arten der Gattung Sabacon Simon (Arachnida: Opiliones: Sabaconidae). Senckenbergiana biologica, 63, 265–296.
- Martens, J. & Lingnau, M. (1985) Die Weberknechte Scotolemon lespesi Lucas und Scotolemon lucasi Simon aus den Pyrenäen zwei valide Arten? (Arachnida: Opiliones: Phalangodidae). Mémoires Biospéologiques, 12, 111–126.
- Martens, J. (1986) Die Großgliederung der Opiliones und die Evolution der Ordnung (Arachnida). Proc. 10. Congr. internat. Aracnol. Jaca 1986, 1, 289–310.
- Martens, J. (1987) Opiliones aus dem Nepal-Himalaya. VI. Gagrellinae (Arachnida: Phalangiidae). Courier Forschungs-Institut Senckenberg, 93, 87–202.
- Mohrig, W. & Martens, J. (1987) Sciaridae aus dem Nepal-Himalaya (Insecta: Diptera). Courier Forschungs-Institut Senckenberg, 93, 481–490.
- Dahlem, B., Gack, C. & Martens, J. (1987) Balzverhalten von Wolfspinnen der Gattung Alopecosa (Arachnida: Lycosidae). Zoologische Beiträge NF, 31, 151–164.
- Martens, J. (1987) Weberknechte (Opiliones) des Mainzer Sandes und Gonsenheimer Waldes, mit einem Anhang über die Webespinnen (Araneae). Mainzer Naturwissenschaftliches Archiv, 25, 225–231.
- Martens, J. (1988) Fissiphalliidae, a new family of South American laniatorean harvestmen (Arachnida: Opiliones). Zeitschrift für zoologische Systematik und Evolutionsforschung, 26, 114–127. doi:10.1111/j.1439-0469.1988.tb00303.x
- Martens, J. & Chemini, C. (1988) Die Gattung Anelasmocephalus Simon 1879 Biogeographie, Artgrenzen und Biospezieskonzept (Opiliones: Trogulidae). Zoologische Jahrbücher. Abteilung für Systematik, Geographie und Biologie der Tiere, 115, 1–48.
- Martens, J. (1988) Species boundary problems in Opiliones. Newsletter of the British Arachnological Society, 52, 2–4.
- Chemini, C. & Martens, J. (1988) Trogulus cisalpinus n. sp. from the Italian Alps (Arachnida: Opiliones: Trogulidae). Mitteilungen des Zoologischen Museums Berlin, 64, 71–81. doi:10.1002/mmnz.19880640103
- Martens, J. (1989) Sibirische Arten der Gattung Sabacon Simon 1879 (Arachnida: Opiliones: Sabaconidae). Senckenbergiana biologica, 69, 369–377 (1988).
- Hoheisel, U. & Martens, J. (1990) Die Sensillenfelder des Ovipositors von Phalangium opilio Linné (Arachnida: Opiliones: Phalangiidae). Zoologische Jahrbücher für Anatomie der Tiere, 129, 63–79.
- Martens, J. (1990) Nepalkanchia nom. nov. (Arachnida: Opiliones). Entomologische Zeitschrift, 100, 352.
- Martens, J. (1993) Further cases of paternal care in Opiliones (Arachnida). Tropical Zoology, 6, 97–107. doi:10.1080/03946975.1993.10539212
- Martens, J. (1993) Bodenlebende Arthropoda im zentralen Himalaya: Bestandsaufnahme, Wege zur Vielfalt und ökologische Nischen. Neue Forschungen im Himalaya. In: Schweinfurth, U. (Ed.), Erdkundliches Wissen, 112, 231–250.
- Platen, R., Blick, T., Bliss, P., Drogla, R., Malten, A., Martens, J., Sacher, P. & Wunderlich, J. (1995) Verzeichnis der Spinnentiere (excl. Acarida) Deutschlands (Arachnida: Araneida, Opilionida, Pseudoscorpionida). Arachnologische Mitteilungen, Special Issue 1, 1–55. doi:10.5431/aramitS101
- Kallweit, U. & Martens, J. (1995) Pilzmücken aus Blütenständen von Aronstabgewächsen (Araceae) des Nepal-Himalaya (Insecta: Diptera: Keroplatidae, Mycetophilidae). Entomologische Abhandlungen, Staatliches Museum für Tierkunde Dresden, 56, 233–258.
- Menzel, F. & Martens, J. (1995) Die Sciaridae (Diptera, Nematocera) des Nepal-Himalaya. Teil I. Die blütenbesuchenden Trauermücken an Aronstabgewächsen der Gattung Arisaema (Araceae Juss.). Studia dipterologica, 2, 97–129.
- Golovatch, S.I. & Martens, J. (1996) On the distribution and faunogenesis of Himalayan millipedes (Diplopoda) Preliminary results. In: Geoffroy, J.-J., Mauriès, J.-P. & Nguyen Duy-Jacquemin, M. (Eds), Acta Myriapodologica. Mémoires Museum national d’ histoire naturelle, 169, 163–174.
- Bliss, P., Martens, J. & Blick, T. (1996) Rote Liste der Weberknechte Deutschlands (Arachnida: Opiliones). Arachnologische Mitteilungen, 11, 32–35. doi:10.5431/aramit1103
- Bliss, P., Martens, J. & Blick, T. (1998) Rote Liste der Weberknechte (Arachnida: Opiliones). In: Bundesamt für Naturschutz, Bonn (Ed.), Rote Liste gefährdeter Tiere Deutschlands. Schriftenreihe für Landschaftspflege und Naturschutz, 55, 276–277.
- Martens, J. & Schwendinger, P. (1998) A taxonomic revision of the family Oncopodidae. I. New genera and new species of Gnomulus Thorell (Opiliones, Laniatores). Revue suisse de Zoologie, 105, 499–555. doi:10.5962/bhl.part.80049
- Schwendinger, P. & Martens, J. (1999) A taxonomic revision of the family Oncopodidae. II. The genus Gnomulus Thorell (Opiliones, Laniatores). Revue suisse de Zoologie, 106, 945–982. doi:10.5962/bhl.part.80110
- Schwendinger, P. & Martens, J. (1999) Gnomulus Thorell, 1890 (Arachnida, Opiliones) proposed designation of G. sumatranus Thorell, 1891 as the type species. Bulletin of zoological Nomenclature, 56, 171–173. doi:10.5962/bhl.part.23061
- Schwendinger, P. & Martens, J. (2002) A taxonomic revision of the family Oncopodidae. III. Further new species of Gnomulus Thorell (Opiliones, Laniatores). Revue suisse de Zoologie, 109, 47–113. doi:10.5962/bhl.part.79580
- Schwendinger, P. & Martens, J. (2002) Penis morphology in Oncopodidae (Opiliones, Laniatores) evolutionary trends and relationships. Journal of Arachnology, 30, 425–434. doi:10.1636/0161-8202(2002)030[0425:PMIOOL]2.0.CO;2
- Schwendinger, P. & Martens, J. (2004) A taxonomic revision of the family Oncopodidae. IV. The genus Oncopus Thorell (Opiliones, Laniatores). Revue suisse de Zoologie, 111, 139–174. doi:10.5962/bhl.part.80232
- Ono, H. & Martens, J. (2005) Crab spiders of the families Thomisidae and Philodromidae (Arachnida: Araneae) from Iran. Acta Arachnologica, 53, 109–124. doi:10.2476/asjaa.53.109
- Martens, J. (2006) Weberknechte aus dem Kaukasus (Arachnida, Opiliones, Nemastomatidae). Senckenbergiana biologica, 86, 145–210.
- Schwendinger, P. & Martens, J. (2006) A taxonomic revision of the family Oncopodidae V. Gnomulus from Vietnam and China, with the description of five new species (Opiliones, Laniatores). Revue suisse de Zoologie, 113 (3) 595–615. doi:10.5962/bhl.part.80365
- Schwendinger, P. & Martens, J. (2006) Oncopus Thorell, 1876 and Oncopodidae Thorell, 1876 (Arachnida, Opiliones) proposed conservation. Bulletin of zoological Nomenclature, 63 (3) 167–171.
- Wijnhoven, H., Schönhofer, A.L. & Martens, J. (2007) An unidentified harvestman Leiobunum sp. alarmingly invading Europe (Arachnida: Opiliones). Arachnologische Mitteilungen, 34, 27–38. doi:10.5431/aramit3406
- Schönhofer, A.L. & Martens, J. (2008) Revision of the genus Trogulus Latreille: the Trogulus coriziformis species-group (Opiliones: Trogulidae). Invertebrate Systematics, 22, 523–554. doi:10.1071/IS08013
- Schönhofer, A.L. & Martens, J. (2009) Revision of the genus Trogulus Latreille. The Trogulus hirtus species-group (Opiliones: Trogulidae). Contributions to Natural History Bern, 12, 1207–1251.
- Wang X-P & Martens, J. (2009) Revision of coelotine spiders from Nepal (Araneae, Amaurobiidae). Invertebrate Systematics, 23, 452–505. doi:10.1071/IS09009
- Schönhofer, A.L. & Martens, J. (2010) Hidden Mediterranean diversity: Assessing species taxa by molecular phylogeny within the opilionid family Trogulidae (Arachnida, Opiliones). Molecular Phylogenetics and Evolution, 54, 59–75. doi:10.1016/j.ympev.2009.10.013
- Schönhofer, A.L. & Martens, J. (2010) On the identity of Ischyropsalis dentipalpis Canestrini, 1872 and description of Ischyropsalis lithoclasica sp. n. (Opiliones: Ischyropsalididae). Zootaxa, 2613, 1–14. doi:10.11646/zootaxa.2613.1.1
- Martens, J. (2011) The Centetostoma scabriculum complex a group of three cryptic species (Arachnida: Opiliones: Nemastomatidae) Zootaxa, 2783, 35–51. doi:10.11646/zootaxa.2783.1.3
- Schmidt, J., Opgenoorth, L., Martens, J. & Miehe, G. (2011) Neoendemic ground beetles and private tree haplotypes: two independent proxies attest a moderate last glacial maximum summer temperature depression of 3–4°C for the southern Tibetan Plateau. Quaternary Science Reviews, 30, 1918–1925. doi:10.1016/j.quascirev.2011.04.014
- Schönhofer, A.L. & Martens, J. (2012) The enigmatic Alpine opilionid Saccarella schilleri gen. n., sp. n. (Arachnida: Nemastomatidae) isolated systematic placement inferred from comparative genital morphology. Organisms, Diversity & Evolution, 12, 409–419. doi:10.1007/s13127-012-0073-7
- Schönhofer, A.L., McCormack, M., Tsurusaki, N., Martens, J., Hedin, M. (2013) Molecular phylogeny of the harvestmen genus Sabacon (Arachnida: Opiliones: Dyspnoi) reveals multiple Eocene-Oligocene intercontinental dispersal events in the Holarctic. Molecular Phylogenetics and Evolution, 66, 303–315. doi:10.1016/j.ympev.2012.10.001
- Schönhofer, A.L., Karaman, I.M. & Martens, J. (2013) Revision of the genus Trogulus Latreille: the morphologically divergent Trogulus torosus species-group of the Balkan Peninsula (Opiliones: Dyspnoi: Trogulidae). Zoological Journal of the Linnean Society, 167, 360–388. doi:10.1111/zoj.12005
- Ermilov, S.G., Martens, J., & Tolstikov, A.V. (2013) New species of oribatid mites of the genera Lepidozetes and Scutozetes (Acari, Oribatida, Tegoribatidae) from Nepal. ZooKeys, 339, 55–65. doi:10.3897/zookeys.339.6199
- Ermilov, S.G., Martens, J. (2014) Additions to the Nepalese oribatid mite fauna, with description of two new species (Acari, Oribatida). International Journal of Acarology, 40, 123–132. doi:10.1080/01647954.2013.870227
- Ermilov, S.G., Umukusum, Y.S., Subías, L.S. & Martens, J. (2014) Two new species of oribatid mites of Lasiobelba (Acari, Oribatida, Oppiidae) from Nepal, including a key to all species of the genus. ZooKeys, 424, 1–17. doi:10.3897/zookeys.424.7990
- Ermilov, S.G. & Martens, J. (2014) Three new species of the genus Neoribates (Neoribates) (Acari, Oribatida: Parakalummidae) from Nepal. ZooKeys, 431, 19–31. doi:10.3897/zookeys.431.8120
- Ermilov, S.G. & Martens, J. (2014) A new species of Metapyroppia Woolley (Acari, Oribatida, Peloppiidae) from Nepal. Graellsia, 70 (1), e003, 1–5. doi:10.3989/graellsia.2014.v70.101
- Ermilov, S.G., Martens, J. & Tolstikov, A.V. (2014) The species Galumna in Nepalese oribatid mite fauna, with notes on systematic placement of some species (Acari, Oribatida, Galumnidae). ZooKeys, 438, 33–44. doi:10.3897/zookeys.438.8192
- Ermilov, S.G. & Martens, J. (2014) Two new species of oribatid mites of the genera Pergalumna and Carinogalumna (Acari, Oribatida, Galumnidae) from Nepal. Systematic & Applied Acarology, 19(4), 462–470. doi:10.11158/saa.19.4.9
- Ermilov, S.G. & Martens, J. (2014) Two new species of mites (Acari, Oribatida) from Nepal. Zoologicheskii Zhournal, 93 (11), 1385–1390.
- Ermilov, S.G. & Martens, J. (2014) New species, new records and a checklist of oribatid mites (Acari: Oribatida) from Nepal. Biologia, Section Zoology, 69, 1716–1729. doi:10.2478/s11756-014-0485-2
- Ermilov, S.G. & Martens, J. (2015) The genus Uracrobates (Acari, Oribatida, Mochlozetidae). Systematic & Applied Acarology, 20 (2), 188–194. doi:10.11158/saa.2.5
- Martens, J. (2015) Sabacon Simon, 1879 in the Palaearctic: A survey of new and known species from France, Nepal, India, China, Russia and Japan (Arachnida: Opiliones: Sabaconidae). In: Hartmann, M. & Weipert, J. (Eds), Biodiversity and Natural Heritage of the Himalaya V. Erfurt: Naturkundemuseum Erfurt; pp. 167–210.
- Schönhofer, A.L., Vernesi, C., Martens, J. & Hedin, M. (2015) Molecular phylogeny, biogeographic history, and evolution of cave-dwelling taxa in the European harvestman genus Ischyropsalis (Opiliones: Dyspnoi). Journal of Arachnology, 43, 40–53. doi:10.1636/H14-39.1
- Martens, J. & Schönhofer, A.L. (2016) The Leiobunum rupestre group: resolving the taxonomy of four widespread European taxa (Opiliones: Sclerosomatidae). European Journal of Taxonomy, 216, 1–35. doi:10.5852/ejt.2016.216
- Wolff, J.O., Schönhofer, A.L., Martens, J., Wijnhoven, H., Taylor, C.K. & Gorb, S.N. (2016) The evolution of pedipalps and glandular hairs as predatory devices in harvestmen (Arachnida, Opiliones). Zoological Journal of the Linnean Society, 177, 558–601. doi:10.1111/zoj.12375
- Wolff, J.O., Martens, J., Schönhofer, A.L. & Gorb, S.N. (2016) Evolution of hyper-flexible joints in sticky prey capture appendages of harvestmen (Arachnida, Opiliones). Organisms Diversity & Evolution, 16 (3), 549–557. doi:10.1007/s13127-016-0278-2
- Martens, J. (2016) Sinostoma yunnanicum, the first nemastomatine harvestman in China (Arachnida: Opiliones: Nemastomatidae). Zootaxa, 4126 (3), 444–450. doi:10.11646/zootaxa.4126.3.9
- Martens, J. (2017) On Starengovia Snegovaya, a genus of Asian nemastomatines (Arachnida: Opiliones: Nemastomatidae). Revue suisse de Zoologie, 124, 187–201.
- Martens, J. (2018) A European discovery: Kalliste pavonum gen. n., sp. n., the smallest phalangiid species known to date (Arachnida: Opiliones: Phalangiidae). Revue suisse de Zoologie, 125, 155–164.
- Zhao, L.K., Martens, J. & Zhang, C. (2018) Two species of Sabacon Simon 1879 (Opiliones: Dyspnoi: Sabaconidae) from Yunnan Province, China. Zootaxa, 4379 (2), 199–214. doi:10.11646/zootaxa.4379.2.3
- Gong, X., Martens, J. & Zhang, C. (2018) Two new species of Biantes Simon, 1885 from China and Malaysia (Opiliones: Laniatores: Biantidae). Zootaxa, 4461, 587–599. doi:10.11646/zootaxa.4461.4.8
- Golovatch, S.I. & Martens, J. (2018) Distribution, diversity patterns and faunogenesis of the millipedes (Diplopoda) of the Himalayas. ZooKeys, 741, 3–34. doi:10.3897/zookeys.741.20041
- Martens, J. (2018) Remarkable new Harvestman species from the Nepalese and Indian Himalayas (Arachnida, Opiliones: Phalangiidae and Sclerosomatidae). In: Hartmann, M., Barclay, M. & Weipert, J. (Eds), Biodiversity and Natural Heritage of the Himalaya VI. Erfurt, Naturkundemuseum Erfurt; pp. 169–178.
- Zhang, C. & Martens, J. (2018) Ancient home or in exile? The easternmost species of genus Starengovia Snegovaya, 2010 found in China (Opiliones, Nemastomatidae, Nemastomatinae). ZooKeys, 770, 105–115. doi:10.3897/zookeys.770.25491
- Zhang, C. & Martens, J. (2018) Rediscovery of Lobonychium palpiplus Roewer, 1938 (Opiliones: Laniatores: Epedanidae) in Sabah, Malaysia. ZooKeys, 785, 29–40. doi:10.3897/zookeys.785.26389
- Wijnhoven, H. & Martens, J. (2019) An enigmatic European harvestman (Opiliones) new record and redescription of Dicranopalpus larvatus (Canestrini, 1874). Arachnology, 18 (1), 1–6. doi:10.13156/arac.2018.18.1.1
- Martens, J. (2019) An ancient radiation: Ortholasmatine harvestmen in Asia a new genus, three new species and a revision of the known species (Arachnida, Opiliones, Nemastomatidae). Revue suisse de Zoologie, 126 (1), 79–110.
- Zhang, C. & Martens, J. (2020) A taxonomic study on Epedanidae from Thailand including functional aspects of male genital morphology (Opiliones, Laniatores). ZooKeys, 915, 25–58. doi:10.3897/zookeys.915.47626
- Wĳnhoven. H., Canu, S. & Martens, J. (2020) Redescription of the rare European harvestman Dicranopalpus brevipes Marcellino, 1970, based on first records from Sardinia (Arachnida: Opiliones). Arachnology, 18 (4), 263–267. doi:10.13156/arac.2020.18.4.363
- Martens, J. (2020) A harvestman with elaborate palpal pliers, Thunbergia gretae n. gen. n. sp. from China (Opiliones: Sclerosomatidae: Gagrellinae). Zoologischer Anzeiger, 287, 160–166. doi:10.1016/j.jcz.2020.03.010
- Martens, J. (2020) A mysterious dwarf: Suthepiidae nov. fam., a new harvestman family from mountains of northern Thailand (Arachnida: Opiliones: Laniatores). Revue suisse de Zoologie, 127 (2), 381–391. doi:10.35929/RSZ.0028
- Martens, J., Maghradze, E. & Barjadze, S. (2021) Two new species of the genus Nemaspela Šilhavý from caves in Georgia (Opiliones: Nemastomatidae). Zootaxa, 4951 (3), 541–558. doi:10.11646/zootaxa.4951.3.7
- Martens, J. (2021): Vier Dekaden Weberknecht-Forschung mit dem 64. Band der ‚Tierwelt Deutschlands‘ – Rückblick, aktueller Stand und Ausblick. "Arachnologische Mitteilungen", 62, 35-60.
- Martens, J. (2021): Assamiidae from the Nepal Himalayas, including a new genus and a new species, with notes on "Dhaulagirius altitudinalis" Martens (Arachnida: Opiliones). Hartmann, M., Barclay, M.V.L. & Weipert, J. (Hrsg.): "Biodiversity and Natural Heritage of the Himalaya VII." Erfurt: Naturkundemuseum Erfurt, 475-484.
- Ermilov, S.G. & Martens, J. (2021): Contribution to the knowledge of the oribatid mite genus Leobodes (Acari, Oribatida, Nippobodidae). "Acarologia", 61(4), 995-1014. doi:10.24349/6jxd-w5e2
- Ermilov, S.G. & Martens, J. (2021): A new genus and two new species of Galumnidae (Acari, Oribatida) from Nepal. "Zootaxa", 5039, 277–290.
- Ermilov, S.G. & Martens, J. (2021): New faunistic and taxonomic data on oribatid mites of Nepal (Acari, Oribatida). "Spixiana", 44 (2), 229-236.
- Ermilov, S.G. & Martens, J. & Kontschán, J. (2021): A new species of "Lasiobelba" from Nepal, with overview of the genus (Acari, Oribatida, Oppiidae). "Spixiana", 44 (2) 219-228.
- Ermilov, S.G. & Martens, J. (2022) A contribution to the knowledge of the oribatid mite genus Tritegeus (Acari, Oribatida, Cepheidae), with description of a new species from Nepal. "Systematic and Applied Acarology", 27(1), 24–32.
- Kontos, P. & Martens, J. (2022) The description of a new species of "Anarthrotarsus" Šilhavý from Greece and a discussion about the genus (Arachnida: Opiliones: Trogulidae). "Revue suisse de Zoologie", 129 (1), 221-227.
- Martens, J. (2022) From the Ethiopian Bale Mountains hotspot — Filopalpinae subfam. nov., a new taxon of Laniatorean harvestmen based on external and genital morphology (Arachnida, Opiliones, Assamiidae). "Zootaxa", 5159 (2), 221–244. doi:10.11646/zootaxa.5159.2.3
- Martens, J. & Wijnhoven, H. (2022) A new ancient leiobunine genus and species from the Russian Northwest Caucasus (Opiliones, Sclerosomatidae). "Zoology in the Middle East", 68 (4): 359-368. doi:10.1080/09397140.2022.2121084
- Wĳnhoven, H., Martens, J. & Prieto, C.E. (2022): Revision of the genus "Dicranopalpus" Doleschall, 1852 from northern Spain and Corsica, with descriptions of two new species (Arachnida, Opiliones, Phalangioidea). "European Journal of Taxonomy". doi:10.5852/ejt.2022.839.1931
- Martens, J., Maghradze, E. & Barjadze S. (2023) An additional species of the genus "Nemaspela" Šilhavý 1966 from a cave in Georgia (Opiliones: Nemastomatidae), with a note on "Nemaspela melouri". Zootaxa 5293 (2): 361-370. doi:10.11646/zootaxa.5293.2.9
- Zhang, C.,  Zhao, J.J. & Martens, J. (2023) On the genus Tegestria Roewer, 1936 from Malaysia, the Synonymy of Gintingius Roewer, 1938 and Description of a new Species (Opiliones: Epedanidae: Sarasinicinae). Zootaxa
- Martens, J., Snegovaya, N. & Barjadze, S. (2023) An annotated list of the Georgian harvestmen (Arachnida, Opiliones). Caucasiana
- Martens, J. & Devi, S. (2023): Himachalus pradeshicus, an unusual new harvestman genus and species from the Indian Himalayas of Himachal Pradesh (Arachnida, Opiliones, Phalangiidae). Revue Suisse de Zoologie
- Novak, T., Schönhofer A.L., Novak L.S., Kozel, P., Lipovšek, S. & Martens J. (2023) Redescription of Trogulus nepaeformis (Scopoli, 1763), an often misinterpreted harvestman species from the south-eastern fringe of the Alps (Opiliones: Trogulidae). Scopolia

### Zoogeographie, Ökologie, Botanik
- Martens, J. (1979) Die Fauna des Nepal-Himalaya Entstehung und Erforschung. Natur und Museum, 109, 221–243.
- Martens, J. (1981) Wald und Waldvernichtung im Nepal-Himalaya. Natur und Museum, 111, 301–332.
- Martens, J. (1982) Forests and their destruction in the Himalayas of Nepal. Plant Research and Development, 15, 66–96.
- Martens, J. (1983) Forests and their destruction in the Himalayas of Nepal. Journal of the Nepal Research Centre Kathmandu, Miscellaneous Papers, 35, 1–70.
- Martens, J. (1983) Fauna of the Nepal Himalaya Genesis and research. Journal of the Nepal Research Centre Kathmandu, 5/6, 5–98.
- Martens, J. (1984) Vertical distribution of Palaearctic and Oriental faunal components in the Nepal Himalayas. Symposium, Akademie der Wissenschaften und Literatur, Mainz „Umwelt und Mensch in Ökosystemen tropischer Hochgebirge“, Erdwissenschaftliche Forschung, 18, 323–336.
- Martens, J. (1987) (Ed.) Beiträge zur Fauna, Faunengenese und Zoogeographie des Nepal-Himalaya. Arthropoda. Courier Forschungs-Institut Senckenberg, 93, 1–503.
- Vogel, S. & Martens, J. (2000) A survey of the lethal kettle traps of Arisaema (Araceae), with records of pollinating fungus gnats from Nepal. Botanical Journal of the Linnean Society, 133, 61–100. doi:10.1111/j.1095-8339.2000.tb01537.x
- Martens, J. (2000) Die Fauna des Nepal-Himalaya. Situationsbericht über ein Langzeitprojekt. ZooSyst, 6, 11–14.
- Martens, J. (2015) 10. Fauna Himalayan Patterns of Diversity. In: Miehe, G., Pendry, C. & Chaudhary, R. (Eds), Nepal. An introduction to the natural history, ecology and human environment of the Himalayas. Royal Botanic Garden Edinburgh, pp. 211–249.

### Mammalia und Amphibia (Säugetiere und Amphibien)
- Martens, J. (1967) Plecotus austriacus (Fischer) auf Kreta; mit Bemerkungen zu weiteren Arten (Mammalia, Chiroptera). Bonner Zoologische Beiträge, 18, 253–257.
- Martens, J. & Niethammer, J. (1972) Die Waldmäuse (Apodemus) Nepals. Zeitschrift für Säugetierkunde, 37, 144–154.
- Niethammer, J. & Martens, J. (1975) Die Gattungen Rattus und Maxomys in Afghanistan und Nepal. Zeitschrift für Säugetierkunde, 40, 325–355.
- Dubois, A. & Martens, J. (1974) Sur les crapauds du groupe de Bufo viridis (Amphibiens, Anoures) de l’Himalaya occidental (Cachemire et Ladakh). Bull. Soc. Zool. France, 102, 459–465.

### Diversa
- Martens, J. (1987) Remarks on my Himalayan expeditions. Courier Forschungs-Institut Senckenberg, 93, 7–31.
- Martens, J. (2004) ‚Prolog’ zu: Haeckel, E (1904) Kunstformen der Natur. Neuauflage, Marixverlag, Wiesbaden.
- Sun, Y.H., Fang, Y., Klaus, S., Martens, J., Scherzinger, W., Swenson, J.E. & Contributors (2008) Nature of the Lianhuashan Natural Reserve. Liaoning Science and Technology Publishing House. 100 pp.
- Martens, J. (2016) Das Protokoll von Nagoya und die Folgen für die Biodiversitätsforschung ein Kommentar. Diptera Stelviana, 2 (Studia diperologica Suppl.) 21, 8–11.

### Nachrufe und Würdigungen
- Martens, J. & Jäger. P. (2000) Rudolf Braun 6. März 1924 2. März 1999. Arachnologische Mitteilungen, 19, 2–7. doi:10.5431/aramit1902
- Martens, J. (2005) Dr. h. c. Siegfried Eck (1942–2005). Vogelwarte, 43, 279–280. doi:10.1016/S1383-5866(05)00135-8
- Martens, J. (2005) Dr. h. c. Siegfried Eck †. Mitteilungen des Vereins Thüringer Ornithologen, 5, 250–251.
- Martens, J. (2006) Nachruf auf Dr. h. c. Siegfried Eck. Zoologische Abhandlungen, Staatliches Museum für Tierkunde Dresden, 55, 3–6.
- Martens, J. (2006) In memoriam S. Eck (1942–2005) Zool. Mededelingen, 80–5, frontispiece, 1–5. doi:10.1642/0004-8038(2006)123[910:IMSE]2.0.CO;2
- Martens, J. (2006) In memoriam: Siegfried Eck, 1942–2005 Auk, 123, 910–911. doi:10.1093/auk/123.3.910
- Martens, J. (2006) Dr. Manfred Graßhoff wurde am 13.01.2006 70 Jahre alt. Arachnologische Mitteilungen, 31, 55–56. doi:10.5431/aramit3111
- Martens, J., Pieper, H. & Kinzelbach, R. (2009) Otto von Helversen, Zoologe aus Passion. Arachnologische Mitteilungen, 37, 41–44. doi:10.5431/aramit3709
- Komposch, C., Aspöck, H., Aspöck, U., Hörweg, C., Martens J (2017) Jürgen Gruber ein Weberknechtforscher wird 80! Beiträge zur Entomofaunistik, 18, 185–2